# معركة دمشق (1918)
بدأت معركة دمشق يوم 26 سبتمبر 1918 بين القوات البريطانية والثورة العربية الكبرى وبين الدولة العثمانية والإمبراطورية الألمانية، وحسمت المعركة بانتصار الجيش البريطاني والقوات العربية على العثمانيين وتسليم دمشق لملك الحجاز فيصل الأول بتاريخ 1 أكتوبر 1918. حدثت تلك المعركة بعد الاستيلاء على حيفا والانتصار في معركة سمخ مما فتح الطريق من بحيرة طبريا للتوجه شمالاً، وكذلك الهجوم الثالث على شرق الأردن الذي فتح الطريق أمام درعا، ثم اكتمال المطاردة الداخلية بعد انتصار قوة التجريدة المصرية في معركة سهل نابلس خلال حملة سيناء وفلسطين في الحرب العالمية الأولى. بعدها واصل سلاح الفرسان توجهه نحو دمشق من الطريقين الرئيسيين. أثناء المطاردة هاجم جيش البريطاني ومعه الجيش الشريفي مؤخرة الجيش الرابع والسابع والثامن العثمانية، وأسروا العديد من الجنود. سقطت دمشق بعدما طوقها فيلق خيالة الصحراء ومعه الجيش الشريفي للأمير فيصل الحجازية، أدى النجاح التكتيكي المهم للاستيلاء على دمشق إلى مناورات سياسية بين ممثلين من فرنسا وبريطانيا وقوات الأمير فيصل.
بعد الانتصارات في معركتي شاروت ونابلس خلال معركة سهل نابلس في 25 سبتمبر، حققت الهجمات التي قام بها الفيلق الحادي والعشرون وفيلق خيالة الصحراء بدعم من هجمات جوية مكثفة جميع الأهداف. فأجبرت تلك الهجمات على طولكرم وتبصر الجيشان السابع والثامن العثمانيان المتمركزان في تلال الخليل على التخلي عن مواقعهم والانسحاب، ولتفادي التطويق اضطر الجيش الرابع الموجود شرقي نهر الأردن بالانسحاب من عمان بعد هجوم قوات تشايتور النيوزلندية. ونتيجة لتلك الانسحابات أُسرت أعداد غفيرة من الجنود في جنين بينما تراجعت الأرتال الباقية خلف مؤخرة الجيش العثماني المتماسك في سمخ.
أمر الجنرال إدموند اللنبي قائد قوة التجريدة المصرية الفريق هاري شوفيل آمر فيلق خيالة الصحراء بمطاردة فلول الجيوش العثمانية الثلاثة والاستيلاء على دمشق. بدأت فرقة الفرسان الرابعة المطاردة مهاجمةً المؤخرة على طول الطريق الداخلي يوم 26 سبتمبر في إربد والرمثا، واستولى الجيش الشريفي على درعا في 27 سبتمبر. وهاجمت الخيالة الأسترالية مؤخرة الجيش العثماني في الطريق الرئيسي لجسر بنات يعقوب في 27 سبتمبر، فاحتلت القنيطرة في اليوم التالي، وسعسع في 30/29 سبتمبر، وكوكب ووادي بردى في 30 سبتمبر، وفي نفس اليوم هاجمت فرقة الفرسان الخامسة فلول العثمانيين في الكسوة. بعد تلك الهجمات والتقدم الناجح، تحرك لواء الفرسان الخفيف الثالث نحو شمال دمشق، عابرًا المدينة صباح يوم 1 أكتوبر لمواصلة الهجوم على الأرتال المنسحبة ومنعهم من التوجه نحو حمص.

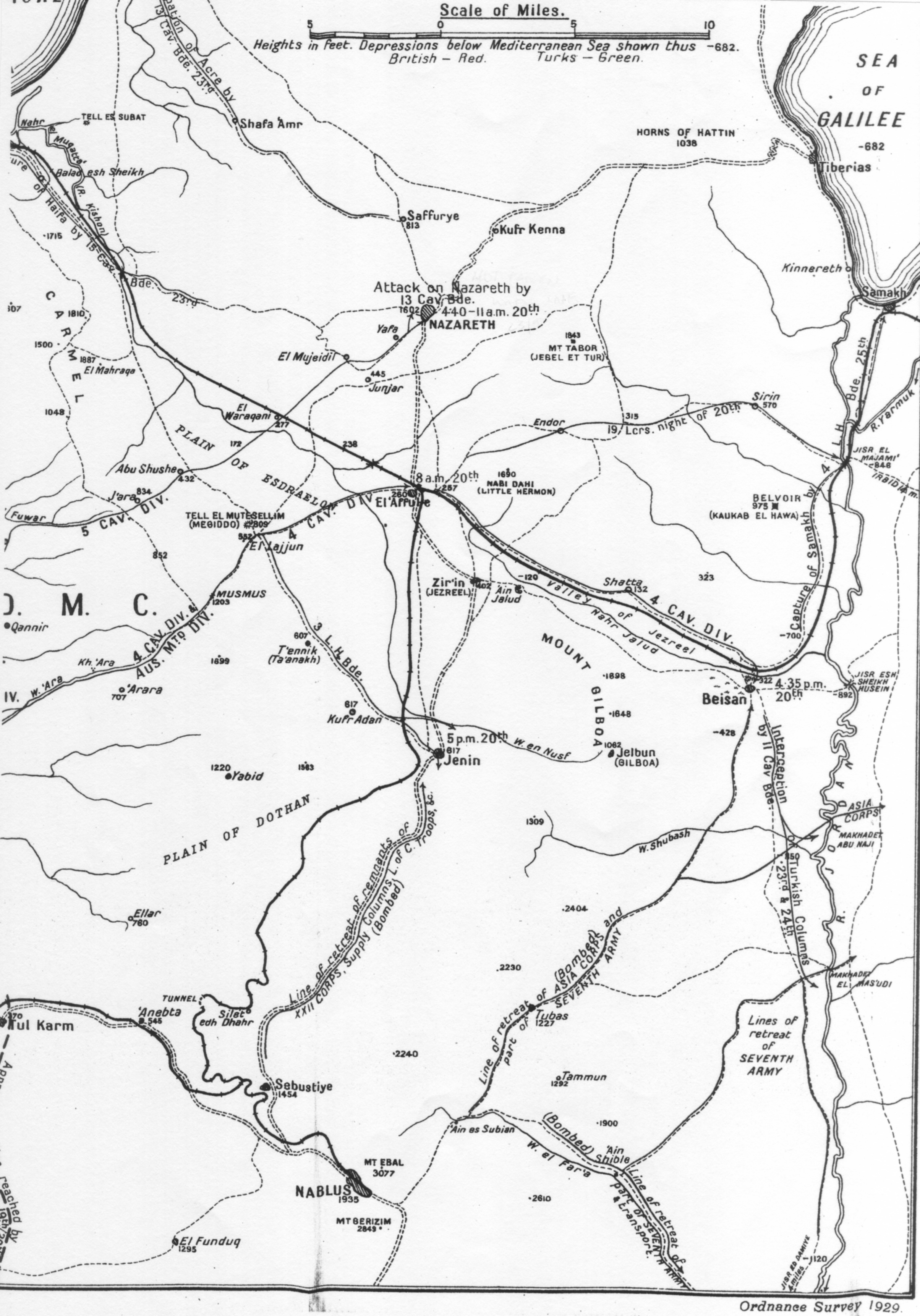
خريطة تُظهر تقدم الفرسان 21 في الفترة 19-25 سبتمبر 1918. تظهر التفاصيل تقدم فرقة الفرسان الخامسة إلى الناصرة والفرسان الرابعة إلى العفولة وبيسان، والفرقة الخيالة الأسترالية إلى اللجون، والخيالة الثالثة الخفيفة إلى جنين، والفرسان التاسعة عشر إلى جسر المجامع، ولواء الخيالة الرابع إلى سمخ. كما تظهر الخطوط الثلاثة الرئيسية للانسحاب الذي قصفته الطائرات وتراجع الجيش العثماني السابع وفيلق آسيا عبر نهر الأردن.

## نظرة عامة
مع سيطرة القوات البريطانية على جميع الأهداف بعد معركتي شارون ونابلس. بدأت خطوط الجبهة العثمانية بالتمزق مع هجمات فرق المشاة الواسع على الأجنحة، بينما فرق سلاح الفرسان كانت على بعد أميال لتطويقهم، تمكنوا خلالها من تدمير جيشين عثمانيين غرب نهر الأردن، وجيش ثالث خلال انسحابه الكامل، واضطر العديد منهم إلى السير على الأقدام بعد قطع الجيش الشريفي خط سكة حديد الحجاز، تمكنت خلالها قوات تشايتور من أسر نصف الجنود. وفقد جيش الصاعقة أو يلدريم معظم وسائل النقل والأسلحة، في حين أدى تقدم القوات الأوروبية إلى زيادة الضغط على خدمات الإدارة والنقل.
أظهر اللنبي في اللجون يوم 22 سبتمبر خططه لشوفيل بالتقدم نحو دمشق. ولكن كان عليه قبلها أن يستولي على حيفا والنقط اللوجستية المهمة. بالإضافة إلى أن الجيش الرابع لا يزال موجودًا في عمان ولا تزال مؤخرته موجودة في سمخ، وفي 26 سبتمبر سيطر المفتش العام لخطوط الاتصال على جميع الأراضي التي تم الاستيلاء عليها في خط يمتد من جسر دامية على نهر الأردن إلى نهاية نهر الفالق على البحر الأبيض المتوسط. في نفس اليوم تحركت مفارز من الفيلق 20 و 21 شمالًا لتولي مهام الحامية لسهل مرج ابن عامر في الناصرة وسمخ من فيلق الصحراء، ووضعت وسائل النقل للفيلق الحادي والعشرين تحت تصرفهم.

## الاستهلال

### انسحاب ليمان فون ساندرز

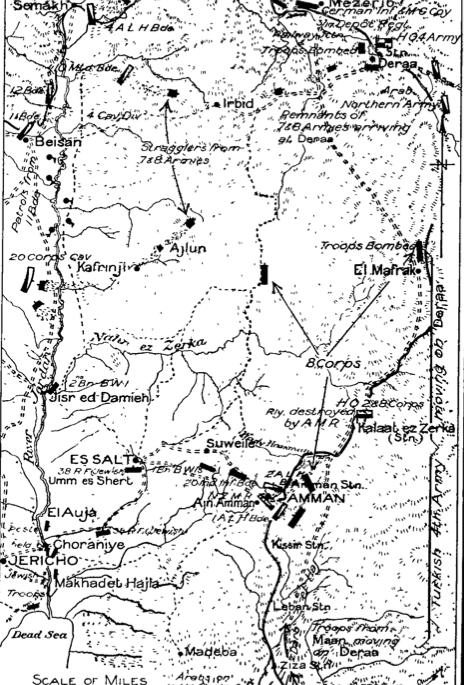
خريطة جوليت 43 تُظهر نهر الأردن من البحر الميت وأريحا إلى سمخ وطريق الحجاج من زيزا إلى درعا مع لواء الخيالة الرابع الخفيف في سمخ، والأرتال العثمانية المنهكة، ومقر الجيش العثماني الرابع في درعا وقوة تشايتور في عمان يوم 25 سبتمبر

لم يتمكن أوتو ليمان فون ساندرز من الاتصال بالقيادة حتى وقت متأخر من يوم 20 سبتمبر، وبعد انسحابه السريع من الناصرة في صباح ذلك اليوم كان الجيش الرابع دون أوامر ولكن ظل حازمًا. واصل ليمان رحلته عبر طبريا وسمخ حيث استلم قيادة مؤخرة الجيش من بعد الظهر، ووصل إلى درعا صباح يوم 21 سبتمبر في طريقه إلى دمشق. هنا أمر بإنشاء خط إربد-درعا حيث تلقى التقارير من الجيش الرابع، فأمر بالانسحاب دون انتظار قوات الحجاز الجنوبية لتعزيز الخط الدفاعي الجديد.
وجد ليمان فون ساندرز أن درعا آمنة إلى حد ما بسبب تصرفات قائدها الرائد ويلمر الذي عينه في القيادة المؤقتة للخط الأمامي الجديد من درعا إلى سمخ. أثناء وجوده في درعا مساء 21 سبتمبر التقى ليمان فون ساندرز بقادة الدروز الذين وافقوا على البقاء على الحياد. ثم وصل إلى دمشق في 23 سبتمبر، وقد وصل طاقمه قبله. هنا طلب من الجيش الثاني الذي كان يحمي شمال سوريا التقدم للدفاع عن دمشق. وفي 25 سبتمبر أمر ليمان فون ساندرز موظفيه بالعودة إلى حلب.

#### انسحاب مجموعة جيش يلدريم
تمكن ما بين 6000 و 7000 جندي ألماني وعثماني ممن تبقى من الجيش الرابع والسابع والثامن العثمانية من التراجع نحو دمشق عبر طبريا ودرعا قبل أن تُحتل في 25 و 27 سبتمبر على التوالي وكانوا وقتها في المزيريب أو شمالها.
في 26 سبتمبر وصل العقيد فون أوبن قائد فيلق آسيا (الذي كان جزءًا من الجيش الثامن سابقًا) إلى درعا مع 700 رجل بما في ذلك سرية 205 بايونيير. فطلب ساندرز فون من أوبن بالانسحاب عبر القطار؛ فغادرت قواته درعا في الساعة 05:30 يوم 27 سبتمبر قبل ساعات من سيطرة القوات الشريفية غير النظامية على المدينة. وقد تأخر القطار تسع ساعات بسبب انقطاع في الخط بطول 500 يارد (460 م) على بعد ثلاثون ميل (48 كـم) شمال درعا، فوصل دمشق في اليوم التالي. أما فيلق آسيا فذهب بالقطار إلى رياق حيث كان عليهم تقوية خطوط الدفاع.

### خطط واستعدادات اللنبي
بعد لقائه السريع مع شوفيل في اللجون في 22 سبتمبر حول مطاردة فلول العثمانيين، واجتماعه في 25 سبتمبر مع قيادات القيادة العامة وفيلق الصحراء في جنين، ترأس في اليوم التالي اجتماع لقادة الفيلق وصدرت أوامر باللحاق بالعثمانيين في 27 سبتمبر. وقد رد اللنبي في 25 سبتمبر على رئيس الأركان العامة الإمبراطورية (السير هنري ويلسون) بشأن التقدم نحو حلب، مؤيدا أن يكون التقدم على مراحل كما تعهد من قبل. وأضاف أن هذا النهج سيكون ضروريًا حتى تكون وزارة الحرب مستعدة للقيام بعملية بحرية عسكرية مشتركة واسعة النطاق في الإسكندرونة، وأن تحتفظ عن طريق البحر بقوات عسكرية. وقد أوجز ألنبي على ويلسون خطة التقدم نحو دمشق في 25 سبتمبر. وستبدأ المرحلة الأولى لخط «دمشق - بيروت» قريباً. بينما تتجه كتيبة مشاة على الساحل من حيفا إلى بيروت، توجهت ثلاث فرق من فيلق الصحراء نحو دمشق. كان على الفرقة الرابعة التي استولت على عمان البقاء لأسر وحدات الجيش الرابع المنسحبة من معان. خطط ألنبي لقوات تشايتور أن تندمج مع فيلق الصحراء في دمشق. لم تغادر الفرقة السابعة (ميروت) حيفا حتى يوم احتلال دمشق في 1 أكتوبر. ووصلت مقدمة القوات إلى بيروت في 8 أكتوبر.
بدأت فرقة الفرسان الخامسة مع فرقة الخيالة الأسترالية التي تبعد 90 ميل (140 كـم) عن دمشق بالسير على طول الساحل الغربي لبحيرة طبريا ودوران حول نهايتها الشمالية عبر أعالي نهر الأردن إلى الجنوب من بحيرة الحولة عبر القنيطرة وحوران ثم إلى دمشق. وصدرت أوامر لفرقة الفرسان الرابعة بالانتقال شمالاً من بيسان وعبور نهر الأردن عند جسر المجامع قبل التقدم شرقاً عبر إربد إلى درعا على أمل أسر بقايا المنسحبين من الجيش الرابع العثماني. وإذا لم يتمكنوا من أسرهم، فعليهم مطارتهم شمالًا على طول طريق الحجاج القديم وخط سكة حديد الحجاز إلى دمشق على بعد 140 ميل (230 كـم). وقد انتقلت فرقتين من الفيلق الحادي والعشرون إلى حامية حيفا والناصرة وسمخ؛ كما نقل إلى حيفا بعض الكتائب في شاحنات مزودة بمؤن ستة أيام لإغاثة فرقة الفرسان الخامسة صباح يوم 25 سبتمبر.

## المطاردة

### استيلاء الجيش الشريفي على درعا

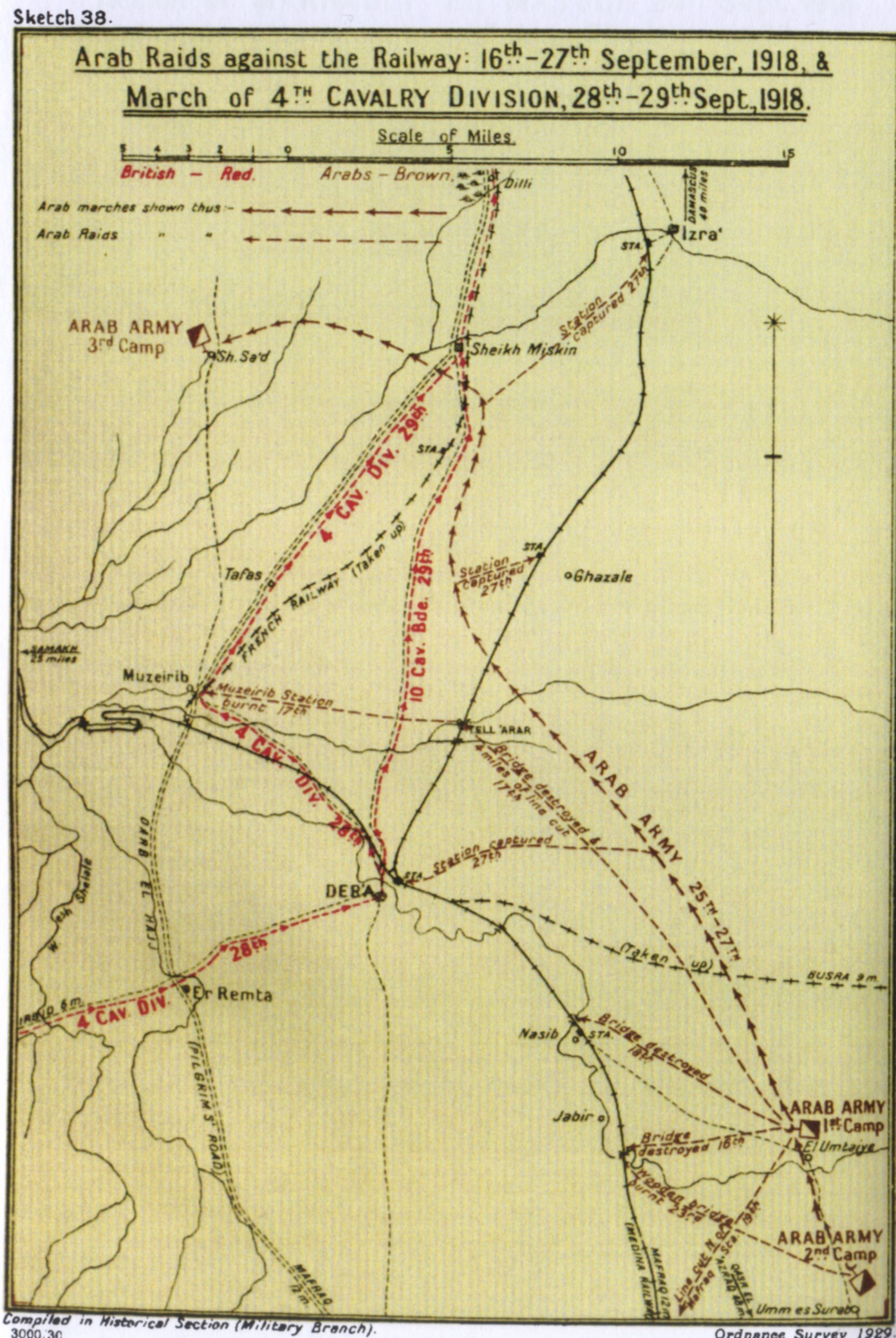
خريطة 38 تظهر الغارات العربية على سكة حديد الحجاز بين 17 و 27 سبتمبر، وتقدم الجيش الشريفي وفرقة الفرسان الرابعة في منطقة درعا.

أعطيت مشاركة محدودة لقوة الأمير فيصل في 21 سبتمبر، عندما نقلت طائرة تابعة لسلاح الجو الملكي البريطاني أخبار هجوم اللنبي الناجح وتدمير الجيشين العثمانيين السابع والثامن، إلى قاعدتها المتقدمة في الأزرق. كما حملت الطائرة تعليمات من المقدم آلان دوناي المسؤول عن الاتصال بين القوات الأوروبية والعرب مبلغًا الأمير فيصل بإغلاق جميع طرق الهروب باستثناء وادي اليرموك، الذي يقع شرق الأردن. وحثت الرسالة العرب على محاولة قطع هذا الطريق وأوضح للأمير فيصل «أن قواته لم تكن تنوي الشروع في التقدم نحو دمشق دون الحصول على موافقة القائد العام.»
وكتب اللنبي إلى الأمير فيصل:
لا مانع من دخول سموك إلى دمشق بمجرد أن ترى أنه يمكنك القيام بذلك بأمان. أرسل قوات إلى دمشق وآمل أن يصلوا هناك في غضون أربعة أو خمسة أيام من اليوم. أنا على ثقة من أن قوات سموكم ستكون قادرة على التعاون، لكن لا يجب أن تخففوا من ضغطكم في منطقة درعا، حيث أنه من الأهمية بمكان عزل القوات التركية المنسحبة شمالاً من معان وعمان والسلط. - رسالة اللنبي إلى الأمير فيصل 25 سبتمبر 1918
عندما تراجعت فلول الجيش العثماني الرابع شمالاً عبر درعا، طاردتهم القوات العربية التي انضمت إلى جيش فيصل، وكان لذلك عواقب وخيمة. كانت ثلاث أرباع قوة الأمير فيصل البالغ قوامها 4000 جندي، ومنها قوات إبل نوري الشعلان غير النظامية. كانوا قد قاموا بمسيرة إجبارية طوال الليل في 26 و 27 سبتمبر، حيث عبروا خط السكة الحديد شمال درعا وقطعوا فجر يوم 27 سبتمبر القضبان المتجهة نحو الشيخ سعد على بعد 15 ميل (24 كـم) شمال وشمال غرب درعا. استولى عودة أبو تايه على قطار و 200 أسير في محطة غزال، بينما أخذ عبد الله بن الحسين إزرع على بعد أميال قليلة إلى الشمال. تم أسر ما مجموعه 2000 سجين بين ظهر يوم 26 سبتمبر وظهر يوم 27 سبتمبر، عندما هاجمت قبيلة عنزة مؤخرة الجيش العثماني الذي يدافع عن درعا. واستمر القتال في البلدة حتى الليل.
في درعا التقى المقدم لورانس بالشيخ نوري بك عندما دخلت فرقة الفرسان الرابعة البلدة في 28 سبتمبر، واتفقا على تغطية الجناح الأيمن للفرقة أثناء التوجه شمالًا نحو دمشق.

### فرقة الفرسان الرابعة

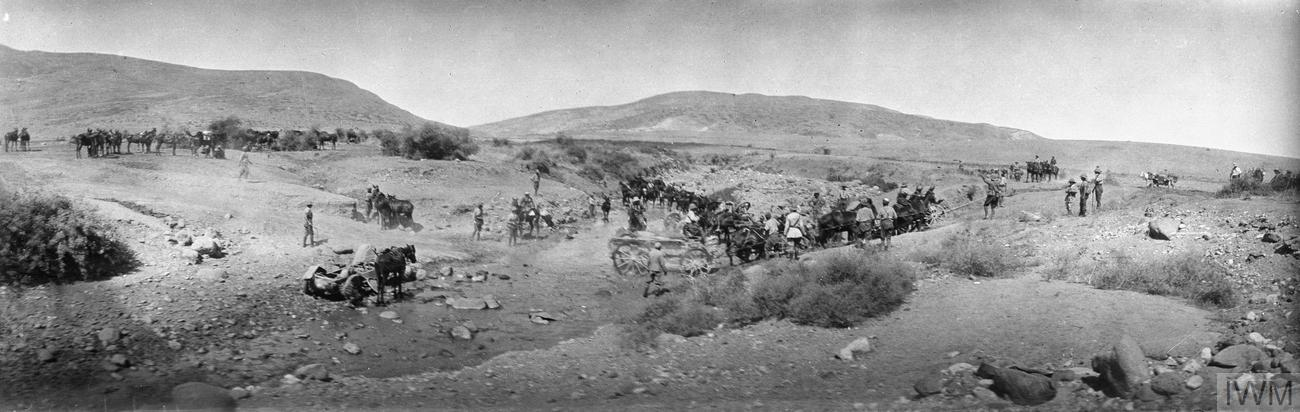
عبور الشاحنات وادي البيرة بالقرب من جسر المجامع في 27 سبتمبر - استغرق الأمر يومين لعبور 30 شاحنة. ويوجد 14 شاحنة ألمانية إما غارقة في المستنقع أو متروكة.

بدأت فرقة الفرسان الرابعة الملاحقة عبر فيلق الصحراء من درعا، قبل يوم من بدء فرقة الخيالة الأسترالية مع فرقة الفرسان الخامسة الاحتياط مطاردتها إلى دمشق عبر القنيطرة. والفرقة كانت تحمي جسر المجامع في 23 سبتمبر، انضمت معها في 25 سبتمبر ما تبقى من لواء الفرسان العاشر من بيسان. وأمروا بالتقدم بأسرع ما يمكن إلى إربد ودرعا، والتواصل مع جيش الأمير فيصل العربية. غادر اللواء جسر المجامع وعبر نهر الأردن في 26 سبتمبر، وغادر ما تبقى من الفرقة بيسان إلى جسر المجامع. ووصل آخر لواء من الفرقة إلى الجسر في الساعة 18:30 من ذلك اليوم.

#### إربد 26 سبتمبر

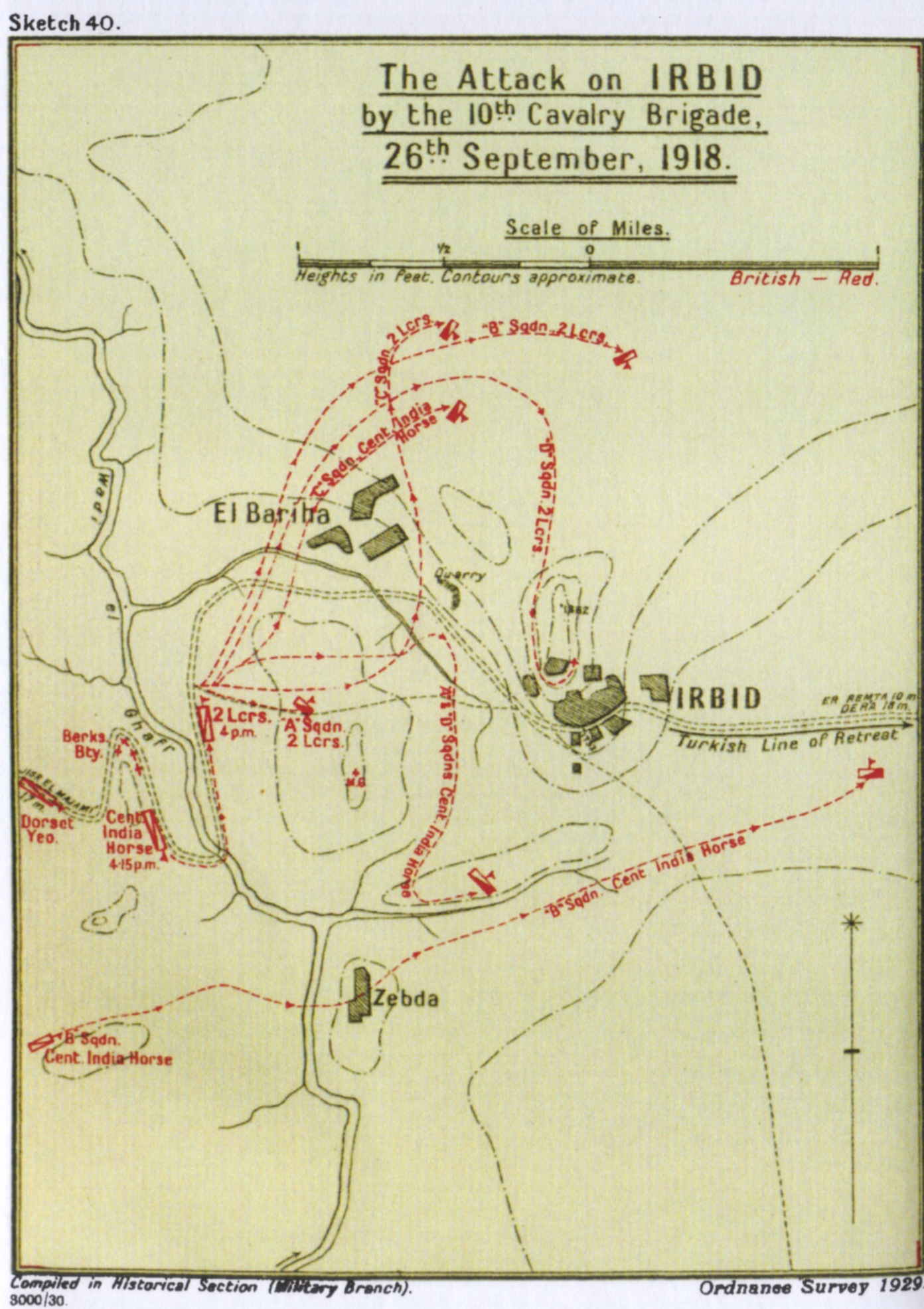
خريطة 40 لخطة هجوم لواء الفرسان العاشر على إربد

تعرض لواء الفرسان العاشر من بعد ظهر يوم 26 سبتمبر لهجوم من جنود أحد أجنحة الجيش الرابع العثماني الموجود حول إربد. تتكون من حامية عمان التابعة للجيش الرابع (عدا عمن تبقى منهم وأسر في عمان)، وفقًا لأرشيبالد ويفل لم تكن هذه القوات منخرطة بالقتال بقوة، إلا أن أنتوني بروس قال:«أنهم ما زالوا قوة قتالية وعلى الرغم من أنهم ... [كانوا] ... في تراجع سريع».
قام الرماة بهجوم مضاد دون استطلاع ودون معرفة حجم القوة المقابلة؛ مما أفشل الهجوم وتكبد خسائر فادحة قبل أن تتمكن المدفعية من الوصول إلى مواقعها.

#### الرمثا 27 سبتمبر
في الرمثا استولى اللواء العاشر على موقع قوي لفلول الجيش العثماني بعد قتال قوي كما وصفه ويفيل. كان الفوج 146 بقيادة المقدم فرايهر فون هامرشتاين جيسمولد قد وصل الرمثا قبلها بيوم. ومع الفوج فرقة الفرسان الثالثة وفوج 63 وغيرهم ممن شكلوا قوة الجيش الرابع.
انطلقت طلائع قوة الفرسان الأولى «دورست يومانري» من اللواء العاشر، مع قسم فرعي من سرب الرشاش من منطقة إربد في الساعة 07:15 يوم 27 سبتمبر. وقد أسقطت طائرة بريطانية رسالة على بعد 2 ميل (3.2 كـم) خلف وادي شلال تفيد بأن الرمثا خالية من القوة العثمانية؛ ولكن عندما اقترب جنديان من القرية تعرضا لإطلاق نار من مسافة 1,000 يارد (910 م)، فخرج بعدها 300 جندي عثماني وألماني من القرية، هاجمت أولا قوة تعدادها 100 فرد، بينما تم نشر المئتين الباقية من القوات العثمانية والألمانية بأربع رشاشات للدعم. فردت على ذلك ثلاثة قوات من دورست يومانري بهجوم معاكس، حيث أسروا مجموعة مكونة من 50 شخصًا عبروا أحد الأودية، أما باقي المدافعين فانسحبوا إلى القرية، حيث اندلع قتال مباشر داخلها.
انطلقت قوات الدعم، وشكلوا رتلين على جبهة عريضة بعدما شاهدوا 150 مدافعًا منسحبًا، فهاجموا الجنود العثمانيين المتناثرين الذين لديهم رشاشين تحت الاستخدام. تم غنم ثماني رشاشات وأسر 150 جنديا. انتهت العمليات عصر ذلك اليوم بعدما اقتحمت المكان قيادة فرقة الفرسان الرابعة ولواء الفرسان الحادي عشر الذي خيم ليلة 26/27 سبتمبر في جسر المجامع، أما لواء الفرسان الثاني عشر الذي عسكر 2.5 ميل (4 كـم) شرق نهر الأردن فتلقى أوامر للتقدم نحو الرمثا للانضمام إلى لواء الفرسان العاشر.
عند قيام طيران الفرسان الأسترالي بالاستطلاع يوم 27 سبتمبر، شاهد محطة السكة الحديد مليئة بعربات سكك الحديد. كما شوهدت أرتال من القوات المنسحبة وعربات النقل على الطرق المتجهة شمالًا نحو درعا.

#### درعا 28 سبتمبر

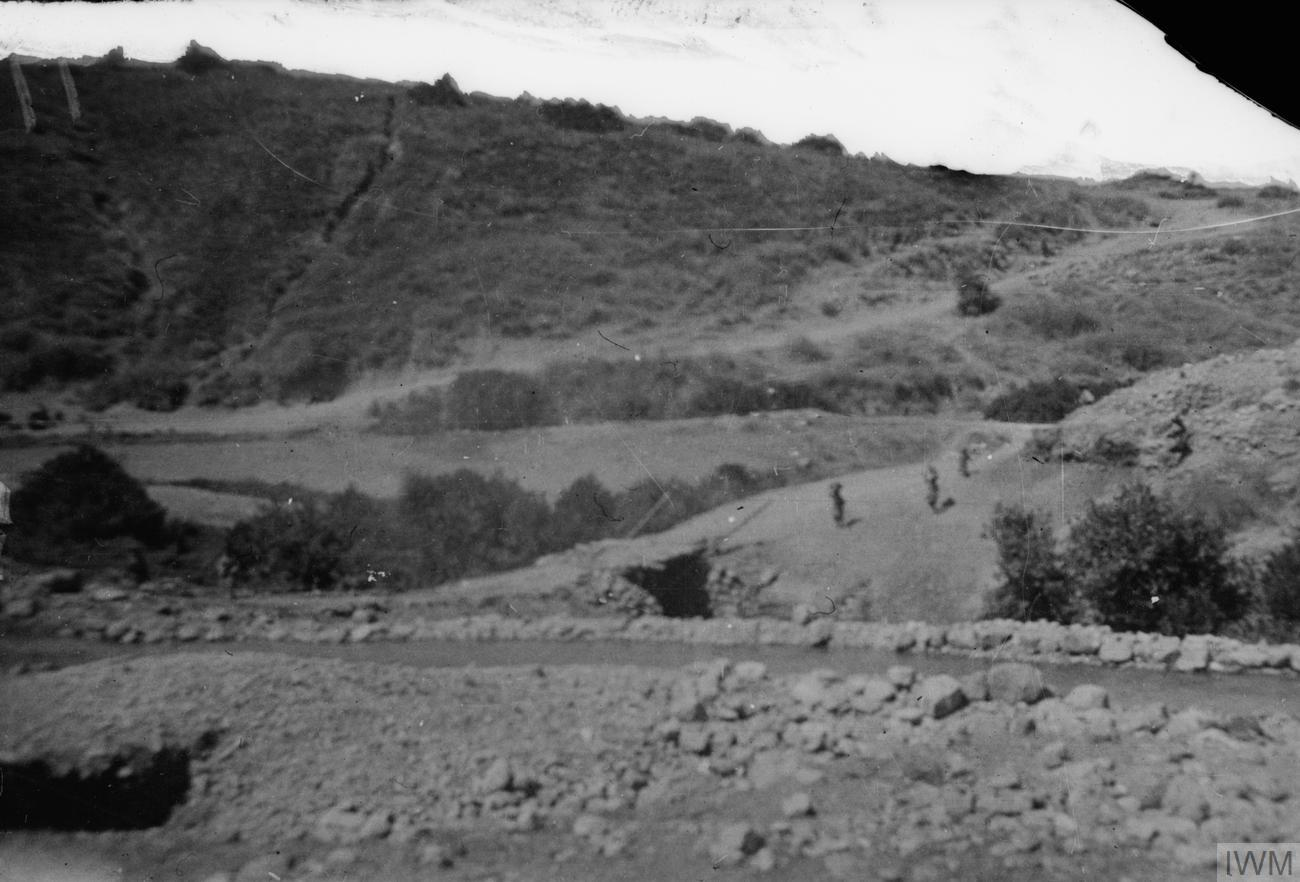
الطريق من جسر المجامع إلى اربد بوادي غفور في 29 سبتمبر عند مرور 30 شاحنة كانت تزود فرقة الفرسان الرابعة. كسر الجسر تحت الضغط لذلك عبرت الشاحنات مجرى التيار على اليمين

بعد التوقف ليلاً في الرمثا أمر بارو قائد فرقة الفرسان الرابعة بتسيير دوريات من اللواء العاشر، لتحديد دفاعات درعا. غطى اللواء تجمع الفرقة في الساعة 04:30 يوم 28 سبتمبر شرق الرمثا قبل التقدم في الساعة 07:00 باتجاه درعا، حيث وصلوها في الصباح الباكر فجدوا الجيش الشريفي قد استولوا عليها. تم الاتصال بلورنس الذي أبلغهم أن عناصر الشريف غير النظاميين استولوا على درعا بعد ظهر اليوم السابق، فدخلت فرقة الفرسان الرابعة البلدة. وبالقرب من درعا التقوا بطيار بريطاني من السرب رقم 144 كان أسيرًا لدى العثمانيين، وتمكن من الفرار بعدما اصطدم القطار الذي كان به بقطار آخر خرج عن مساره بعد تفجير سكة الحديد.

#### الدلي 29 سبتمبر
بقي لواء الفرسان العاشر في درعا لحراسة محطة السكة الحديد وجمع ورعاية الجرحى العثمانيين ودفن موتاهم. ثم انطلقوا ليلة 28/29 سبتمبر من مبنى المحطة بينما تحرك لواء الفرسان الحادي عشر والثاني عشر إلى المزيريب لطلب الماء. رتب بارو مع كبير ضباط أركان الأمير فيصل العقيد نوري السعيد لقواته العربية تغطية الجناح الأيمن لفرقة الفرسان الرابعة أثناء مسيرهم نحو دمشق، والتي ستبدأ في اليوم التالي.
بدأت المسيرة نحو دمشق على بعد 70 ميل (110 كـم) من درعا مع قوة الأمير فيصل العربية بقيادة العقيد نوري السعيد على الجانب الأيمن بينما كان في طليعة العرب غير النظاميين (ربما بني صخر) لإنهاك القوات العثمانية. ووجدوا خلال مسيرهم حوالي 2000 جثة لجنود عثمانيين (وفقًا لبارو) بالإضافة إلى آليات ومعدات مهجورة.
وعلى كل فإن الفرقة توجهت غربًا إلى الشيخ مسكين 13 ميل (21 كـم) شمال شرق المزيريب في الساعة 14:00 حيث انضم إليها لواء الفرسان العاشر من درعا (انظر خريطة 38)، وغادرت مجموعة أقل من سرب لحماية الجرحى. وتحركت الفرقة التي ينقصها التموين، مسافة 5 ميل (8 كـم) شمالًا إلى إقامة مؤقتة في الدلي (انظر خريطة 38) في ليلة 29/30 سبتمبر. وفيها تم توزيع حصص الطعام التي تحملها قطاراتهم الفرعية في المزيريب تاركة 13 عربة جي إس تحمل آخر الحصص. وقد استولوا في إربد على تسعة أطنان من الشعير بالإضافة إلى عدد قليل من الماشية، وكذلك استولوا على بعض الماعز في درعا.
ووصف اللنبي حجم انتصاره:
تزداد أعداد الأسرى عندي، فقد سمعت اليوم أن حوالي 10,000 جندي قد استسلموا للجنرال شايتور في عمان. فإن كان صحيحًا فإنه يرفع إجمالي عدد الأسرى لدي إلى أكثر من 60,000 سجين. آمل أن يصل سلاحي الفرسان إلى دمشق غداً، وتسير الأمور على ما يرام أيضًا في فرنسا والبلقان. - اللنبي إلى الليدي اللنبي في 29 سبتمبر 1918.

#### الزريقية 30 سبتمبر
رأى جيش شريف مكة رتلين من الجنود الألمان والعثمانيين. الأول به 5000 جندي انسحبوا من شمال درعا والآخر 2000 مقاتل من شمال المزيريب على طريق الحجاج. وعندما عبر الرتل الأصغر طفس تعرض لهجوم من الخيالة البدو التابعين لعودة أبو تايه. وتفرق الرتل حتى تشتتوا. وفي 29 سبتمبر هاجموا الرتل الأكبر، فطلبوا المساعدة من لواء الفرسان الحادي عشر (فرقة الفرسان الرابعة).
انطلقت فرقة الفرسان الرابعة من الدلي يوم 30 سبتمبر باتجاه الكسوة على بعد 30 ميل (48 كـم). وكان معظم الجيش الرابع العثماني الذي اقترب كثيرَا من دمشق في رتلين رئيسيين؛ الأول ويحوي فلول فرقة الفرسان العثمانية وبعض المشاة، وقريبَا من الكسوة، وعلى بعد 10 ميل (16 كـم) جنوب دمشق، وخلفه الرتل الثاني على بعد بضعة أميال. بينما تتبعهما عن قرب القوات العربية.
عسكرت الفرقة في منطقة الزريقية في الساعة 16:30، في حين وصل لواء الفرسان الحادي عشر بلدة خيارة دنون التي تبعد 6 ميل (9.7 كـم)، إلى الشمال حيث مؤخرة الجيش الرابع. وللهجوم على العثمانيين طلبت القوات العربية الدعم من فرقة الفرسان 11، فلم تنجح محاولات الرماة من لواء الفرسان الحادي عشر لقطع الطريق على الرتل العثماني، في حين كانت بطارية هانتس التي أرسلت إلى المقدمة للدعم على أرضية سيئة جدا، وعلى الرغم من أن مدفعيتهم اللولبية قد تغلبت عليهم إلا أن إطلاق النار استمر حتى الظلام. وأثناء الليل أدت الهجمات المستمرة لقوات عودة أبو تايه إلى تدمير الرتل الأكبر فعليا. وقد وصلت كتيبة ألمانية واحدة إلى دمشق سليمة في 30 سبتمبر.
بحلول مساء يوم 30 سبتمبر أضحت فرقة الفرسان الرابعة على بعد 34 ميل (55 كـم) من دمشق.

### فرقتي الفرسان الخامسة والخيالة الأسترالية

#### كفر كنا إلى طبرية
بعد استراحة مشاة فرقة الفرسان الخامسة في حيفا صباح يوم 25 سبتمبر، غادروها الساعة 17:00 يوم 26 سبتمبر إلى كفر كنا حيث تمركزوا. بينما غادرت فرقة الخيالة الأسترالية (عدا اللواءين الثالث والرابع اللذان كانا في طبريا وسمخ) بلدة كفر كنا المعروفة أيضًا باسم قانا [الإنجليزية] منتصف ليل 25 سبتمبر، لتصل إلى تل ماذ المطل على طبريا فجر يوم 26 سبتمبر. وبعد توقف قصير للمياه والأعلاف واصلت الفرقة مسيرتها نحو المجدل على بحيرة طبريا على بعد 4 ميل (6.4 كـم) شمال طبريا، ووصلت في وقت مبكر من بعد الظهر.
وفي طبريا انتظرت فرقة الخيالة الأسترالية كلا من فرقة الخيالة الخامسة لتنجز مهامها، وكذلك اللواء الرابع الخفيف لينضم إليها من سمخ، فعسكرت هناك ليلة 26 سبتمبر. بينما قضى معظم أفراد الفرقة فترة ما بعد الظهيرة في الراحة والاستحمام في بحيرة طبريا، بعد مسيرة طوال الليلة السابقة، وأرسلت الدوريات للمراقبة حتى جسر بنات يعقوب.

### فرقة الخيالة الأسترالية

#### جسر بنات يعقوب 27 سبتمبر
غادرت قيادات الخيالة الأسترالية ثم فرقة الفرسان الخامسة وفيلق خيالة الصحراء طبريا يوم 27 سبتمبر لبدء المسير نحو دمشق. وقد توقفوا لعدة ساعات في جسر بنات يعقوب في أعالي الأردن شمال بحيرة طبريا. حيث أمر ليمان مجموعة طبريا المكونة ممن تبقى من حاميات سمخ وطبريا بالمقاومة لمنع مطاردة قوة التجريدة المصرية من خلال إنشاء مقار حراسة خلفية جنوب بحيرة الحولة. فجّر جنود جيش المؤخرة العثماني الجسر وأقاموا دفاعات قوية بالمدافع الرشاشة في مواقع القيادة على الضفة الشرقية المطلة على نقاط العبور أو المخاضات. كان النهر حول جسر بنات يعقوب عميقًا وسريع الدفق مع ضفاف شديدة الانحدار، مما يجعل من الصعب العبور دون مشكلة إضافية تمثلها نيران المدافع الرشاشة.

لوحة لجسر بنات يعقوب بعد ترميمه، وتظهر المباني في الطرف الغربي سنة 1919

وحاولت مجموعة فرنسية تابعة للواء الخامس خفيف عبور أرضًا مفتوحة لفك ومهاجمة جزء من الجنود المدافعين في المباني المطلة على الطرف الغربي من الجسر المتضرر. إلا أنهم عانوا من بعض الخسائر حيث لم يكن هناك دعم مدفعي متاح. قام ما تبقى من اللواء الخامس الخفيف بالبحث عن مخاضات جنوب الجسر، حيث سبحوا في النهر ظهيرة ذلك اليوم، لكن احتجزوا في أرض صخرية على الضفة المقابلة حيث ظلوا حتى الفجر.
وفي الوقت نفسه نجح الفوج الرابع من لواء الخيالة الرابع الخفيف بالهجوم على موقع للحرس المدافع المطل على مخاضة على بعد 1.5 ميل (2.4 كـم) جنوب جسر بنات يعقوب. خلال الليل عبرت الدوريات النهر وواصل الفوج الرابع للخيول الخفيفة تقدمه إلى الدورة.
تقدم اللواء الثالث خيالة خفيف شمالًا على طول الضفة الغربية لنهر الأردن للوصول إلى الشاطئ الجنوبي لبحيرة الحولة، بحثًا أيضًا عن نقطة عبور. عبر فصيل من الكتيبة العاشرة خيالة خفيف النهر عند الشفق واستولى على موقع قوي للقوة المدافعة، وأسر 50 سجينًا وثلاث بنادق. وبحلول منتصف الليل كان اللواء قد عبر النهر وتقدم 4 ميل (6.4 كـم) لقطع طريق دمشق في دير سراس، إلا أن الجنود العثمانيين المدافعين كانوا قد غادروها مسبقا.
وصل قطار الجسور الطافية التبع لفيلق خيالة الصحراء أثناء الليل في شاحنات، وفي غضون خمس ساعات قام المهندسين العسكريين ببناء منصة عالية لجسر الامتداد المدمر. بحلول نهار 28 سبتمبر كانت فرقة الخيالة الأسترالية تتقدم على الطريق نحو القنيطرة وتبعتها مركباتهم وبنادقهم متحركين فوق الجسر الذي تم إصلاحه.

#### دير سراس 28/27 سبتمبر
كان لواء الفرسان الخفيف الثالث قد عبر نهر الأردن عند منتصف الليل، وتقدم مسافة 4 ميل (6.4 كـم) لقطع طريق دمشق في دير سراس، حيث تمت مهاجمة وأسر أعداد كبيرة من جنود مؤخرة الجيش الرابع المنسحب، إلا أن القوات العثمانية الرئيسية التي دافعت عن جسر بنات يعقوب قد انسحبت بالكامل. وفي الساعة 06:00 من صباح 28 سبتمبر مرت فوقهم أول طائرة عثمانية أو ألمانية شاهدها اللواء الثالث منذ بدء العمليات في 19 سبتمبر. وبعد ساعة قصفت ثلاث طائرات مقر الفوج الثامن التابع للواء، ولكن صدتهم أربع طائرات بريطانية. وفي الطريق إلى دير سراس تعرض الفوج 11 من لواء الفرسان الرابع للقصف في الساعة 08:00 بطائرتين ورشاشاتهما، مما أسفر عن سقوط عدد من الضحايا.
غادر فوج الفرسان الخفيف الثاني عشر ومعه 4 رشاشات جسر بنات يعقوب باتجاه دير سراس الساعة 00:30 يوم 28 سبتمبر. عبروا نهر الأردن في الساعة 02:15 مع فوج مشاة سلاح الفرسان المختلط الفرنسي، فاستولوا على ثلاثة مدافع ميدانية ومدفع رشاش وأسروا 22 جندي. وفي الساعة 09:00 في دير سراس عاد الفوج الفرنسي الذي ملحقا باللواء الفرسان الخفيف الرابع إلى اللواء الخامس، وكذلك انضم فوج الفرسان الخفيف الرابع الذي أُلحق باللواء الفرسان الخفيف الخامس منذ انطلاقه من اللجون إلى لواء الفرسان الخفيف الرابع. وبعدها لحق لواء الفرسان الرابع اللواء الخامس نحو أبو رمط حيث قام باستكشاف مناطق واسعة على الأجنحة، في حين قامت سرية من فوج الفرسان الخفيف 12 بمرافقة فرقة النقل من جسر بنات يعقوب.

#### القنيطرة 28 سبتمبر

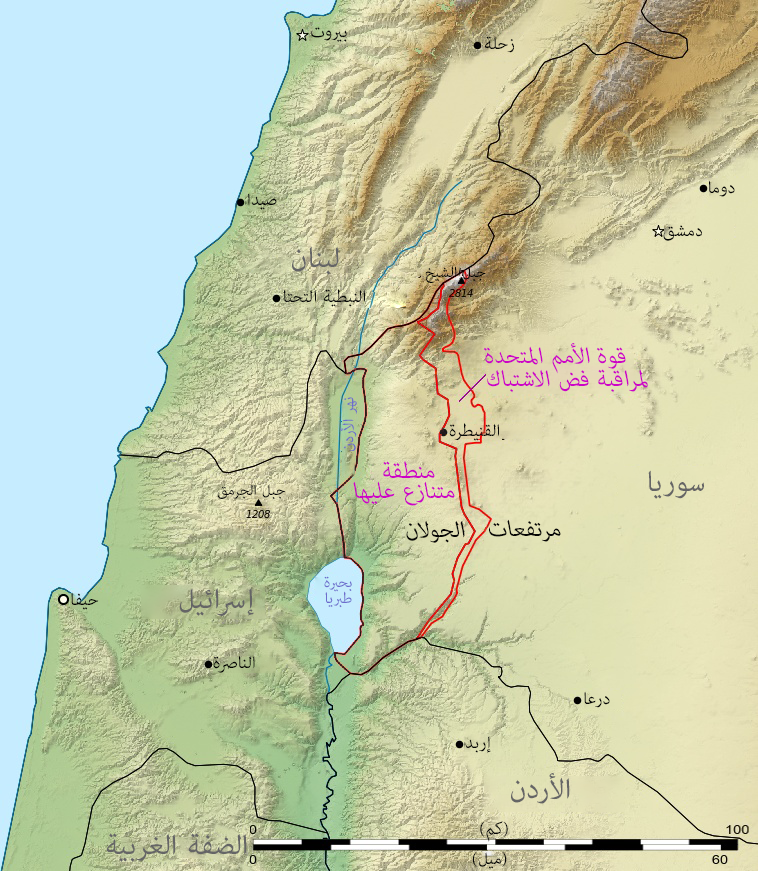
تُظهر خريطة التضاريس حيفا والناصرة وجبل الشيخ وبحيرة طبريا وإربد ودرعا والقنيطرة ودمشق ودوما وزحلة وبيروت وكل المنطقة في 2011. لاحظ أن بحيرة الحولة قد جفت.

تم تعزيز مجموعة طبريا وهي مؤخرة الجيش العثماني الذي يدافع عن نهر الأردن جنوب بحيرة الحولة في القنيطرة بقوات من دمشق. وفي الساعة 06:00 أفادت طائرة استطلاع تابعة لسلاح الجو الملكي البريطاني بانتشار قوة قوامها نحو 1200 جندي في المرتفعات المحيطة بالقنيطرة. وعند الساعة 11:40 كانت طليعة فرقة الخيالة الأسترالية تتسلق تل أبو النداء المطلة على القنيطرة في هضبة الجولان، بينما وصل الجزء الرئيسي للفرقة إلى تل أبو الخنزير. وفي الساعة 12:50 ألقت طائرة رسالة تفيد بعدم وجود حركة سير على طريق جنوب القنيطرة.
بعد إرسال قوات من الجبهة لاستكشاف ممر جبلي، واجههم في الساعة 13:00 حوالي 20 جندي من سلاح الفرسان العثماني الشركسي، فدعوهم إلى الاستسلام، ولكنهم هاجموهم. فقام الرقيب فيتزموريس وقواته بتوجيه سيوف إلى الشركس، مما أسفر عن مقتل وجرح البعض وأسر الباقين.
لم يحدث أي قتال آخر حتى وصول فرقة الخيالة الأسترالية إلى القنيطرة، ووصلت فرقة الفرسان الخامسة بعد خمس ساعات، بعد عبورها نهر الأردن. وعسكرت كلا الفرقتين في شرق وغرب القرية. ثم عبر لواء الفرسان الخفيف الرابع القنيطرة الساعة 15:30 متجهًا نحو المنصورة، فوصلها في الساعة 16:00 ليعسكر فيها خلال الليل. وعسكر لواء الفرسان الخفيف الثالث على مسافة 3 ميل (4.8 كـم) أقرب إلى دمشق بالقرب من جبا على الطريق الرئيسي. لقد قطعت خيولهم مسافة 35 ميل (56 كـم) في 34 ساعة، باستثناء ساعتين في دير سراس.

##### احتلال القنيطرة

أخذت الصورة في 28 أيلول (سبتمبر) 1918 في القنيطرة، بعد استسلام المدينة للواء هنري دبليو هودجسون (في الوسط) قائد فرقة الخيالة الأسترالية؛ وعلى اليمين: العميد جرانت قائد لواء الفرسان الخفيف الرابع

تقع القنيطرة على رأس الحدود الفاصلة، وتبعد 40 ميل (64 كـم) عن دمشق، وهي مقر الحكومة المحلية (قضاء حسب التقسيم الإداري العثماني) في شمال منطقة جولان، وواحدة من أهم المدن الشركسية في المنطقة الممتدة من حوران إلى عمان. حيث أعطتهم الدولة العثمانية أراضٍ في المدينة وحولها بعد طردهم من المقاطعات العثمانية قارص وباطوم وأرداهان التي ضمتها روسيا سنة 1877.
بغياب الأمن اندلعت الاضطرابات في المنطقة، فقامت مجموعات من العرب والدروز بدوريات في حوران، على استعداد للاستيلاء على أي قافلة ضعيفة الحراسة. نظرًا لأن أقرب مشاة كانوا في الناصرة على بعد 60 ميل (97 كـم)، فقد أمر قائد فيلق الصحراء شوفيل العميد جرانت قائد لواء الفرسان الخفيف الرابع بالحفاظ على النظام حول القنيطرة وتأمين خطوط الاتصالات. فنشر جرانت قوة قوية من أربعة أفواج من سلاح الفرسان للحفاظ على النظام بين الشركس المعادين. بقيت كتيبة لواء الفرسان الرابع في القنيطرة مع شيروود رينجرز من فرقة الفرسان الخامسة. رابطت تلك القوات في المدينة ونظمت خطوط الاتصال مع دمشق. قام جنود حيدراباد المتمركزون في جسر بنات يعقوب بدوريات في المنطقة بداية من صفد 9 ميل (14 كـم) جنوب جسر بنات يعقوب، بينما قام الفوج الخامس عشر من لواء الفرسان الخفيف الخامس المتمركز في دير سراس بدوريات في المنطقة.
خلال فترة ما بعد الظهر أغارت أربع مقاتلات بريستول على مطار دمشق وبحلول المساء تم إنشاء قاعدة طائرات متقدمة في القنيطرة.
وفي نفس اليوم أي في 29 سبتمبر تم توزيع الحبوب التي استولوا عليها في طبريا على الوحدات بعد وصول عربات النقل. وفي ذلك الوقت كانت جميع اللحوم الطازجة التي استولوا عليها قد نفدت. ولإطعام الجنود والخيول والـ 400 أسير، تم الاستيلاء على الإمدادات في المنطقة المحتلة. فتوفر يوميًا الكثير من اللحم الطازج للجنود والتبن الجيد للخيول، ولكن لم يعثروا إلا على القليل جدًا من الحبوب. بعد الاستيلاء على عشرة أغنام من سكان قرية المنصورة في الساعة 9:30 صباحًا، حل فوج الفرسان الخفيف الحادي عشر محل الفوج الرابع في الدوريات على طرق السماكة والشيخ وبانياس. وفي 30 سبتمبر كان الفوج الفرسان الخفيف الحادي عشر يقوم بدوريات على مدار الساعة في خطوط المواصلات في منطقة القنيطرة. لم يكن هناك راحة لأي حارس أو جندي لأكثر من 24 ساعة، باستثناء جنود وحدة كاملة، حيث يكون جميع رجالها في الخدمة أو مرضى في المستشفى.
بين 19 و 30 سبتمبر خسر لواء الفرسان الخفيف الرابع 73 حصانًا (61 حصانًا للفوج الحادي عشر - ربما في سمخ) وجملين والعديد من خيول الجر وعربات. وأسروا في القنيطرة 445 سجيناً ، بينهم 24 ضابطاً.

#### استمرار التقدم 30/29 سبتمبر
تشكلت القوة التي واصلت التقدم من القنيطرة من الفوجين الرابع والثاني عشر من لواء الفرسان الخفيف الرابع، وكذلك من اللواءين الثالث والخامس وتليهما فرقة الفرسان الخامسة. عُرِف الفوجان الرابع والثاني عشر باسم «قوة بورشير» على اسم قائدهما اللفتنانت كولونيل موراي بورشير.
في صباح يوم 29 سبتمبر شاهد الاستطلاع الجوي أرتال منسحبة من الجنود الألمان والعثمانيين في عدة مجموعات، ومعهم حوالي 150 عربة تجرها الخيول، و 300 جمل على بعد 20 ميل (32 كـم) جنوب دمشق. وشوهد أيضا في ضواحي دمشق نحو 100 جندي مشاة وجمال أخرى. كما تعرضت في الصباح أيضا وحدة استطلاع للبطارية الخفيفة الحادية عشرة للبطارية المدرعة (LAMB) لهجوم من قبل قوة تقدر بنحو 300 فرد بمدافع الرشاشة وما لا يقل عن مدفعين، وتمركزت تلك القوة على بعد عشرون ميل (32 كـم) من القنيطرة عبر الطريق إلى دمشق وأربعة ميل (6.4 كـم) جنوب سعسع. وانقسمت تلك القوة إلى قسمين؛ يتكون اليسار من 50 ألمانيًا و 70 جنديًا عثمانيًا وست رشاشات وأربع مدافع.

#### التحرك نحو سعسع

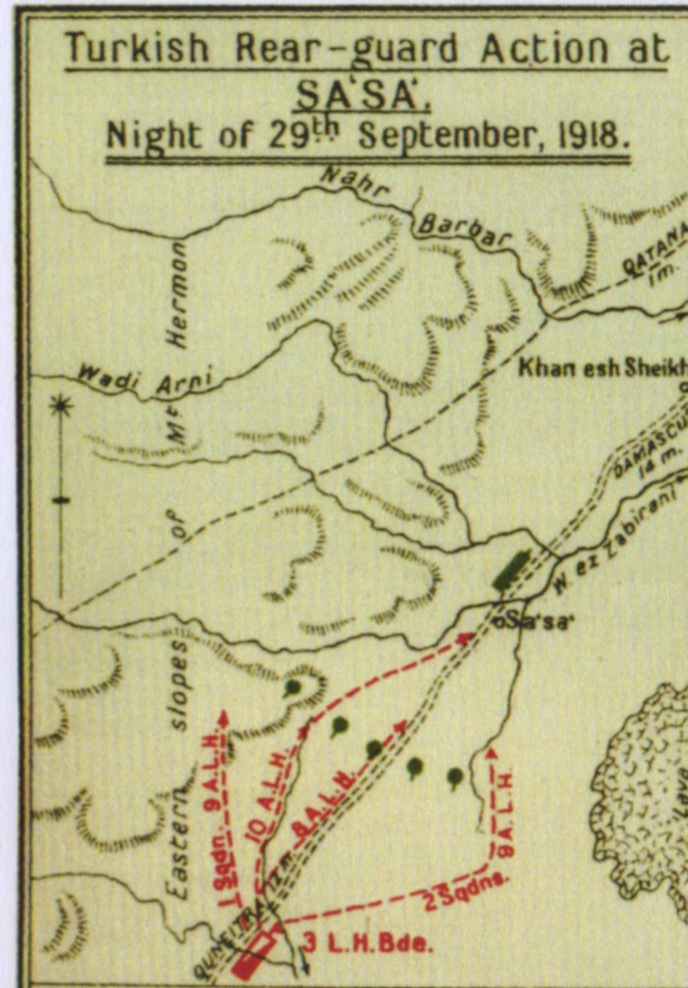
خريطة 39 تظهر تفاصيل سعسع

استؤنف التقدم إلى دمشق بعد ظهر يوم 29 سبتمبر بعد توزيع الحصص، بنية السير طوال الليل للاستيلاء على دمشق في صباح اليوم التالي.
في الساعة 15:00 تحرك لواء الفرسان الخفيف الثالث، فتبعه بقية فرقة الخيالة الأسترالية في الساعة 17:00. وقد دفع الفوج التاسع ليكون في المقدمة ومعه ستة مدافع رشاشة، فتقدمته سرية مزودة برشاشين في المقدمة. فواجهت السرية موقعًا عثمانياً قويًا على أرض صخرية عالية، وجانبه الأيسر محمي جيدًا بتشكيل الحمم، ومدعومًا بمدافع رشاشة ومدفع جيد التثبيت. وعند الساعة 19:00 قدمت بقية اللواء الثالث، الذي رأى إيقاف السرية المتقدمة بقصفها بواسطة بطارية واحدة على الأقل، فتقدم يمينًا لمهاجمة الجناح الأيسر العثماني، وأُرسل الفوج العاشر إلى الأمام لدعم الهجوم على الجناح الأيمن. ومع ذلك كانت التضاريس وعرة للغاية بحيث يتعذر على الخيالة التقدم أثناء الليل ونيران المدافع الرشاشة كانت تحصد الطريق. لذلك تمكنت القوة العثمانية من وقف التقدم.
بينما واصل الفوجان التاسع والعاشر التقدم ببطء، قام الفوج الثامن المتحرك على طول الطريق في الساعة 02:00 يوم 30 سبتمبر بهجوم مباشر على الموقع العثماني. وبالتعاون مع الفوجين التاسع والعاشر، تم الاستيلاء على الموقع في الساعة 03:00 وبه خمسة رشاشات، وأسروا بعض الجنود الألمان. تمكن البعض من الانسحاب ولكن طاردهم الفوج العاشر، فأسر 70 جنديًا واستولى على مدفعين ميدانيين عيار 77 ملم ورشاشين.

#### كوكب 30 سبتمبر

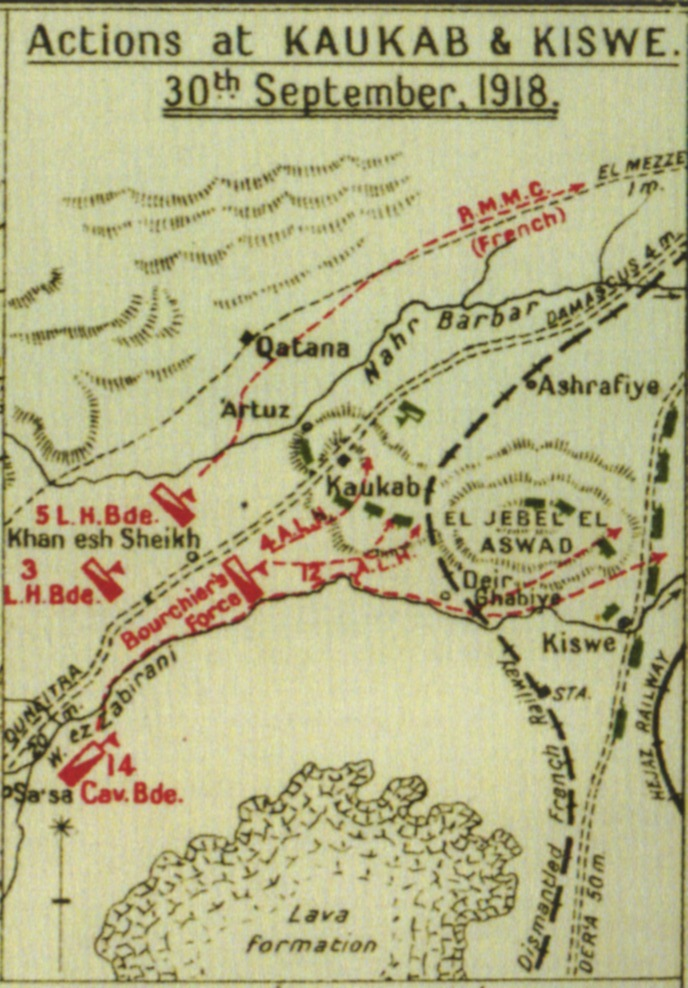
خريطة 39 تظهر تفاصيل الهجوم على كوكب والكسوة

صدرت أوامر للواءين الثالث والخامس وقوة بورشير (الفوجان الرابع والثاني عشر) بمواصلة التقدم غربي دمشق لقطع خطوط التراجع نحو بيروت غربًا وشمالًا إلى حمص. وعند الفجر تقدمت فرقة الخيالة الأسترالية نحو خان الشيح باتجاه دمشق مع لواء الفرسان الخفيف الخامس، تلاه اللواء الثالث من سلاح الفرسان الخفيف كاحتياط، حيث أعاد تجميعه بعد القتال في سعسع.
هاجمت الطليعة رتلًا على بعد أقل من كيلومتر من كوكب، حيث أسرت 350 جنديا واستولت على مدفع ميداني وثمانية رشاشات و 400 بندقية. وبعدها رأى الفوج رتلًا قويًا يبلغ طوله حوالي 2 ميل (3.2 كـم) اتخذ مواقعه في جميع أماكن المرتفعة على جبل كوكب / جبل الأسود؛ من الحافة الغربية لسلسلة تلال بركانية ممتدة شرقاً على طول الأرض المرتفعة. وقدرت الدوريات القوة بـ 2500 جندي لكن لم تكن هناك علامات واضحة على وجود قوات لحماية الجناح الأيمن. فأرسل الفوجين الرابع والثاني عشر إلى اليمين، بينما اتخذ الفوج الرابع عشر والفرسان المختلط الفرنسي (RMMC) موقعًا على اليسار مع لواء الفرسان الخفيف الثالث في المؤخرة.
سرعان ماتم تطويق الجناح الأيمن غير المحمي بسرعة بتقدم الفوج الفرنسي. وعندما أطلقت بطاريتان النيران من التل في الساعة 11:15، هاجم الفوجين الرابع والثاني عشر بالسيوف، الأول على اليسار والثاني على اليمين، مما تسبب في فرار المدافعين العثمانيين. تم أسر حوالي 72 سجينًا إلى جانب غنم 12 رشاشًا بينما تراجعت أعداد كبيرة من العدو إلى الغابة نحو داريا، وعاد سلاح الفرسان العثماني إلى دمشق.
واصل الفوج الفرنسي RMMC تقدمه لمسافة 8 كيلومترات على طريق بانياس-دمشق مروراً بقطنا وجنوب غرب المزة حيث تعرضوا لإطلاق نار كثيف من مدافع رشاشة. بدأ الفوج بمهاجمة موقع العدو، تلته سرية من فوج الفرسان الخفيف 14، حيث شق طريقه ببطء على طول سلسلة جبال قلعة المزة الموازية للطريق، حتى سحبت الخيول بطاريات المدفعية إلى الطريق الرئيسي في الساعة 1:00 مساءً، وبدأوا بإطلاق النار على الموقع العثماني مما أسكته.
كانت المسافة بين كوكب ودمشق10 ميل (16 كـم).

### فرقة الفرسان الخامسة

#### الكسوة 30 سبتمبر

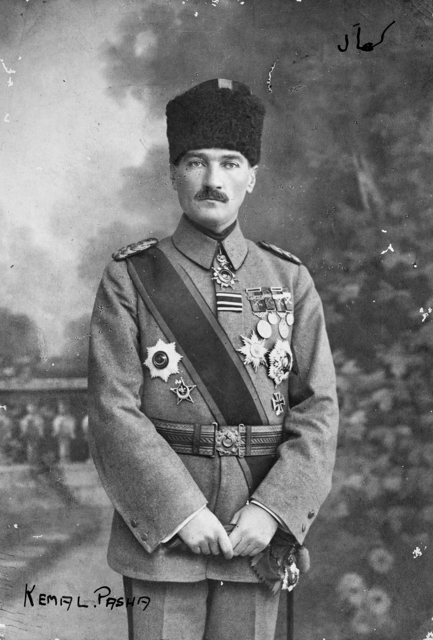
مصطفى كمال قائد الجيش السابع العثماني

في 29 سبتمبر وصل مصطفى كمال باشا قائد الجيش السابع إلى الكسوة جنوب دمشق مع قيادته. حيث أمره ليمان فون ساندرز بالاستمرار في طريق رياق شمال دمشق. وفي صباح يوم 30 سبتمبر بدأت طلائع ماتبقى من أرتال الجيش الرابع المكون من فرقة الفرسان العثمانية وبعض المشاة بدخول الكسوة على بعد 10 ميل (16 كـم) جنوب دمشق، وخلفها على طريق الحجاج فرقة الفرسان الرابعة 30 ميل (48 كـم).
أمرت فرقة الفرسان الخامسة البريطانية بدعم من المدفعية بمهاجمة رتل عثماني قوامه 2000 جندي منسحب على طول طريق الحجاج على بعد تسعة ميل (14 كـم) إلى الشرق. فتجاهل فوجان من لواء الفرسان الهندي الرابع عشر حامية الكسوة القوية، وتجنبوها لمهاجمة رتل آخر على بعد 3 ميل (4.8 كـم) من دمشق.
وصل لواء الفرسان الرابع عشر التابع للجيش الهندي البريطاني إلى الطريق، حيث تلال الجبل الأسود على يسارهم. وإلى الشرق من كوكب تباطأ تقدمهم. حيث كان الطريق مزدحمًا بالقوات والمركبات، ويمكن رؤية أعداد كبيرة من الجنود العثمانيين المنسحبين إلى الشمال نحو دمشق. هاجم سريتان من لواء الفرسان الرابع عشر واستولت على أقرب نقطة على التلال المطلة على الوادي، بينما قامت سرية أخرى على اليسار بالهجوم على القوات الألمانية العثمانية بدعم من بطارية المدفعية، مما أدى إلى تقسيمها إلى قسمين وتشتتها. فأسروا 40 ضابطا و 150 جنديا. وفي النهاية احتل اللواء الرابع عشر قمة الجبل الأسود بإجمالي 594 أسير، وخسر خمسة قتلى وأربعة جرحى.

### ملخص تقدم سلاح الفرسان
وصلت فرقة الخيالة الأسترالية وفرقة الفرسان الخامسة إلى دمشق بعد أربعة أيام من مغادرة طبريا، على الرغم من التأخير الناجم عن وعورة التضاريس والعديد من الاشتباكات التي تمكنوا فيها من هزيمة أرتال فلول الجيشين الألماني والتركي وإجبارهم على الاستسلام. كانوا قد غادروا بعد يوم واحد من مغادرة الفرقة الرابعة لكنهم وصلوا بفارق ساعة واحدة.
في الـ 12 يومًا من 19 إلى 30 سبتمبر، عبرت فرق سلاح الفرسان الثلاثة حوالي 200 كيلومتر (120 ميل) إلى 400 كيلومتر (250 ميل) في الصحراء، واجتازت العديد من الوحدات ما يقرب من 650 كيلومتر (400 ميل)، وجرت العديد من الاشتباكات، وأسروا أكثر من 60,000 سجين وغنموا 140 مدفع و 500 رشاش.

## دمشق

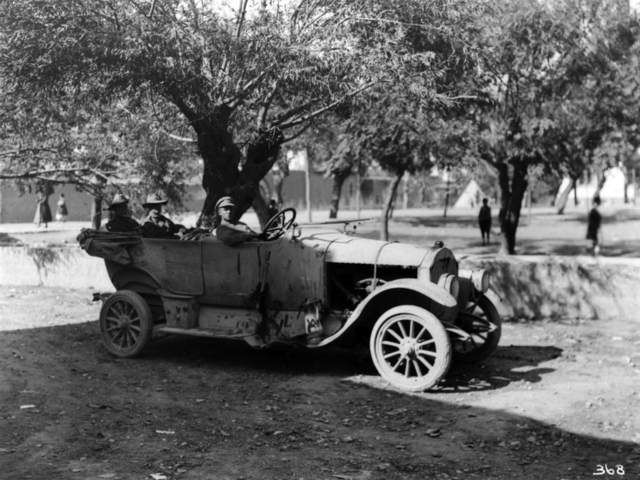
الملازم دينينج جالسًا خلف سائقه

### الوصول
وبحسب الملازم هيكتور دينينغ من سجلات الحرب الأسترالية في القاهرة، فإن آخر 20 ميل (32 كـم) عن دمشق كان جيدًا. يمكن رؤية السهل الأخضر الكبير المحيط بدمشق من مسافة شاسعة. شبيه لمشهد دلتا النيل، فإن السهل الأخضر الغني الذي يسقيه نهري بردى والأعوج في تناقض حاد مع البلد الصخري البني والصحراء الرملية. كتب دينينج:«عند الاقتراب أنت على طول مجرى نهر بردى على بعد 10 ميل (16 كـم) من المدينة. دمشق مخبأة في غابة لا ترى أبراجها حتى تكون عليها. لكن ضواحيها الرصينة تراها تتسلق التلال القاحلة من الطين بالخارج».
وصف دليل الجيش البريطاني 1914-1918 دمشق بأنها أكبر تجمع حضري في سوريا وأيضاً مدينة عربية بدوية تقع في واحة، ويقع معظم التجمع شرقي المدينة. القرويون العرب والبدو الذين خيموا حولها جعلوا ضواحي دمشق أقل أمانًا من الصحراء. واعتبر الدليل أن هؤلاء الأشخاص هم أكثر عرضة للانضمام إلى هجوم على المدينة بدلاً من المساعدة في الدفاع عنها. وفي ضاحية الصالحية الرئيسية وما حولها في الطرف الشمالي الغربي من المدينة، عاش العديد من الأكراد الكريتيين والجزائريين والمسلمين. كان خمس سكان المدينة مسيحيين من جميع الطوائف ومنهم الأرمن، وكان هناك أيضًا مجتمع يهودي قديم جدًا. أما باقي السكان جميعهم تقريبًا من العرب المسلمين. وُصِف الدمشقيون بالاستقلالية والفخر والمحافظة والازدراء للتدخل الغربي. كما ذكر الدليل أن استقلال العرب المتمركز في دمشق هو «حلم سيقاتلون من أجله».
والبلدة متنوعة عرقيا، وتقام القداسات المسيحية والإسلامية في الجامع الكبير. وكتب مونسيل أن «نصف المبنى مخصص للمسيحيين والآخر للمسلمين. وكانت دمشق محاطة بأجمل الحدائق وفيها كهرباء وترام. تم تشييد العديد من المباني على طراز الريفييرا بينما كانت معظم البلاد بالخارج عارية وصخرية على عكس الحدود [في الهند]».

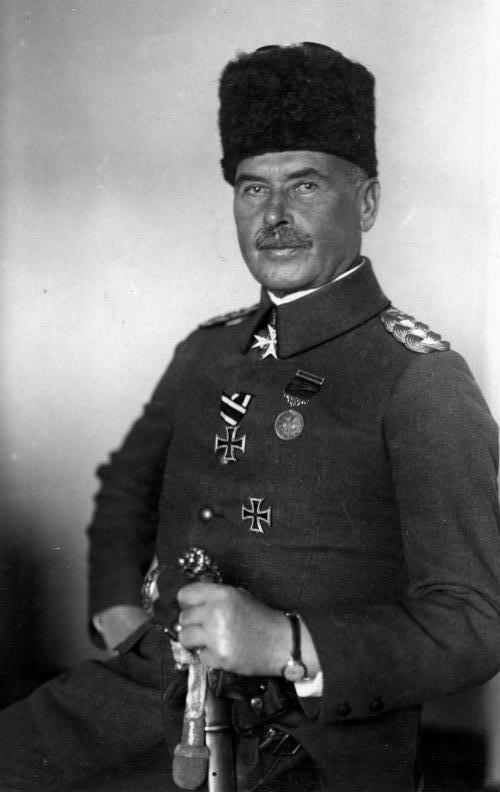
أوتو ليمان فون ساندرز القائد العام للقوات العثمانية الألمانية في الشرق الأوسط

### دفاعات المدينة
أمر ليمان فون ساندرز فرق المشاة 24 و 26 و 53 وفيلق 20 من الجيش السابع وفرقة الفرسان الثالثة من الجيش الرابع بقيادة العقيد عصمت بك (قائد الفيلق الثالث بالجيش السابع) للدفاع عن دمشق. كما أمر مجموعة طبريا بقيادة جمال باشا (قائد الجيش الرابع) بالدفاع عن المدينة، بينما أمرت بقية القوات العثمانية بالانسحاب إلى الشمال.
أدرك فون ساندرز أن الدفاع عن المدينة غير ممكن وسحب طاقمه (من مجموعة جيش يلدريم) إلى حلب في الشمال. وفي 30 سبتمبر مرت الوحدات المنسحبة عبر حواجز نظمها العقيد فون أوبن قائد فيلق آسيا في رياق. وكان آخر تشكيل غادر دمشق هو الفوج 146 في نفس اليوم. وعند علمه بإغلاق ممر بردى غادر فون هامرشتاين المدينة عبر طريق حمص، متتبعًا الفيلق الثالث والفرقة 24 وفرقة الفرسان الثالثة باتجاه رياق.

### الحصار

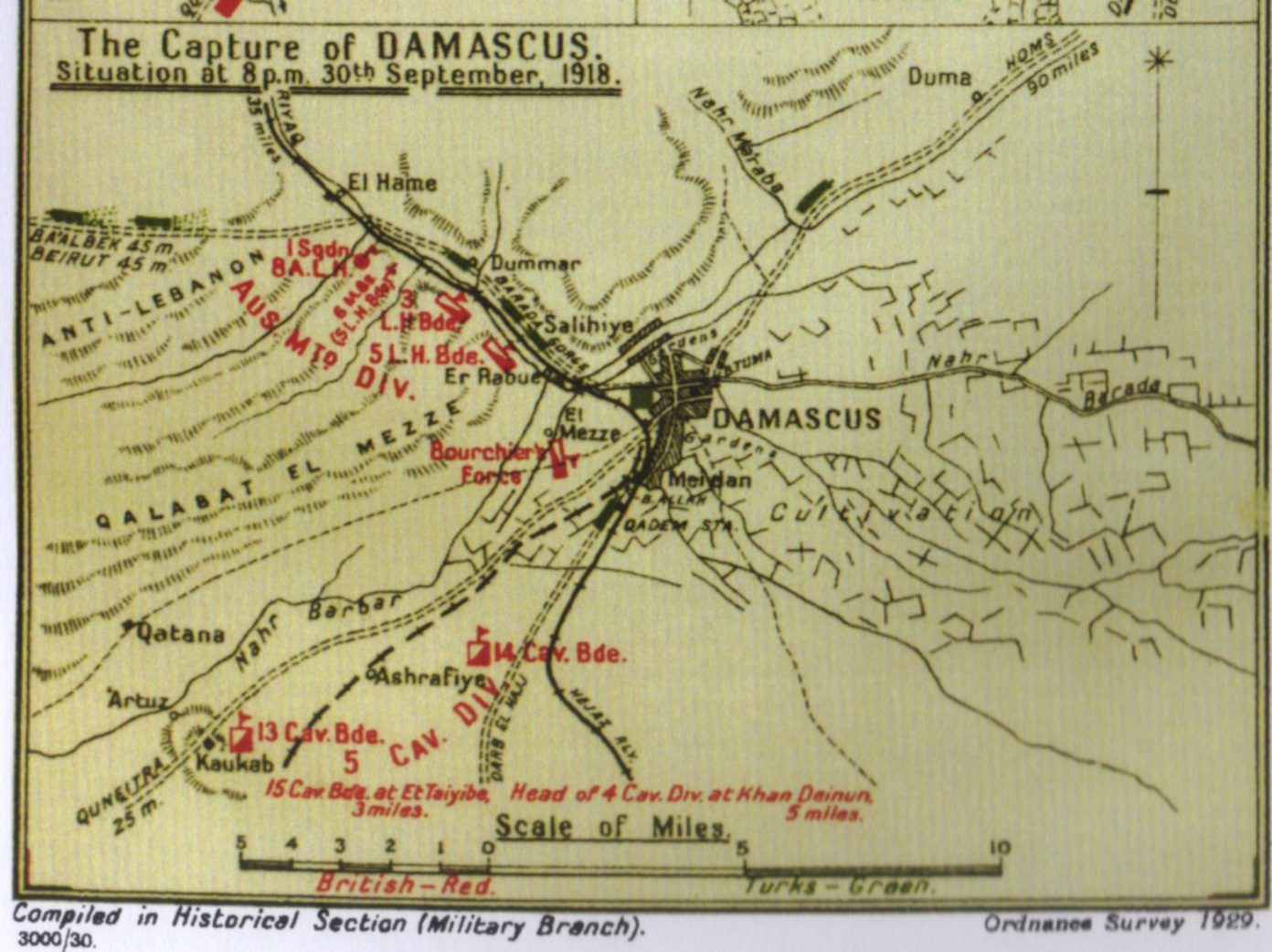
خريطة 39 تظهر تفاصيل احتلال دمشق

قامت الطائرات الأسترالية بأول استطلاع جوي على دمشق في 27 سبتمبر، وشاهدت محطة الحجاز ممتلئة بمئات من عربات النقل والسيارات. وفي نفس الوقت شوهدت أرتال ووسائل نقل على الطرق من درعا وشمال جسر بنات يعقوب. وفي عصر 28 سبتمبر تعرض المطار للقصف، وفي اليوم التالي بدأ إخلاء المدينة. وفي يوم 30 سبتمبر عبرت أرتال طويلة من الجنود العثمانيين والألمان دمشق منسحبين منها. وفي منتصف ليل 30 سبتمبر كانت فرقة الخيالة الأسترالية في المزة على بعد 2 ميل (3.2 كـم) غرب العاصمة، وفرقة الخيالة الخامسة في كوكب وفرقة الفرسان الرابعة كانت في الزريقية على بعد 55 كيلومترًا جنوبًا على طريق الحجاج. أما لواء الفرسان الحادي عشر فكان في خيارة دنون والقوات العربية شمال شرق الأشرفية، وأرسل هاري شوفيل فرقة الفرسان الخامسة شرق دمشق.
تحركت فرقة الخيالة الأسترالية إلى غرب المدينة لإغلاق الطريق المؤدي إلى بيروت والطريق الشمالي باتجاه حمص وحماة وحلب واحتلال دمشق. وتحركت فرقة الفرسان الخامسة جنوب المدينة لقطع طريق درعا. أما اللواء 14 من فرقة الفرسان الخامسة فبقي للدفاع عن سلسلة جبال كوكب. وهناك فرقة الفرسان الرابعة وقوة عربية تقاتل ما تبقى من الجيش الرابع العثماني حول خان الدينون. ووردت تقارير أيضاً أن القوات العربية عسكرت في الكسوة، على بعد بضعة كيلومترات جنوب دمشق.
في الساعة 02:00 من يوم 1 أكتوبر، طُلب من وحدة من لواء الفرسان الثالث عشر التابع للجيش الهندي البريطاني بالاستيلاء على المحطة اللاسلكية في حي القدم. ولكن المحطة دمرت قبل أن يتمكنوا من الاستيلاء عليها. وشهدت القوات في غرب القدم تدمير المحطة اللاسلكية ومحطة السكة الحديد قبل وصول فرقة الخيالة الأسترالية.
بعد نصف ساعة من انطلاق القوات غادر اللواء الثالث عشر من فرقة الفرسان الخامسة كوكب باتجاه الكسوة، ووصلوا إلى ديرخبية (التي افترضوا خطأً أنها كسوة) قبل الساعة 04:30. قامت سرية هودسون هورس في المقدمة بملاحقة وإلقاء القبض على حوالي 300 جندي عثماني قبل خروجهم إلى الكسوة، وأيضًا أسروا 300 سجين آخر. بعد وصول اللواء 13 إلى الكسوة أعيد إلى كوكب. وبعد ترك 700 سجين تحت الحراسة، انطلقت سرية هودسون هورس برشاشات ومدافع ضد رتل من 1500 عثماني منسحب نحو دمشق على بعد كيلومتر واحد، ولكنها وقعت في مأزق خطر. فقدمت وحدة المدفعية التابعة للفرقة الرابعة التي طاردت الرتل العثماني على طريق الحجاج لمساعدة السرية، وتمكنت من تخليصها بعد خسارة مدفع هوتشكيس وعدة خيول.
في الساعة 06:40 من يوم 1 أكتوبر أمر هنري دبليو هودجسون قائد فرقة الخيالة الأسترالية قوة بورشير للقيام بدوريات في الضواحي الغربية لدمشق جنوب وادي بردى. وقد استسلم من الثكنات العثمانية 10481 جنديًا و 265 ضابطًا للفوج الرابع من سلاح الفرسان الخفيف. ونقل السجناء إلى معسكر اعتقال خارج المدينة، بينما عولج 600 رجل لم يتمكنوا من المشي و 1800 كانوا في ثلاثة مستشفيات. تم نشر الحراس في المباني العامة الرئيسية والقنصليات حتى استلمتها فيما بعد القوات الشريفية.
قدر اللنبي أن 40,000 جندي عثماني انسحب تجاه دمشق في 26 سبتمبر، وتمكن فيلق خيالة الصحراء من أسر نصفهم. وقد أسر نفس الفيلق حوالي 47,000 سجين منذ بدء العمليات في 19 سبتمبر. وتمكنوا في دمشق وما حولها من امساك 20 ألف جندي عثماني مريض ومنهك وغير منظم. قبل ظهر يوم 1 أكتوبر أسر 12,000 جندي في المدينة، بالإضافة إلى غنم عشرات من قطع المدفعية الميدانية والعديد من المدافع الرشاشة. أسر اللواء الرابع من سلاح الفرسان الخفيف 11569 سجينًا في المدينة. استولت فرقة الفرسان الخامسة على أكثر من 12000 أسير عثماني. ونقل جميعهم إلى معسكر اعتقال خارج المدينة.
وعلى الجبهة الأوروبية، تميز يوم 30 سبتمبر بقبول بلغاريا لشروط الهدنة التي فرضها الحلفاء، بعد هزيمة جيشها في سالونيك. فأدى انسحابهم من الحرب إلى ضعف الدفاع عن العاصمة العثمانية إسطنبول.

### دمشق 1 أكتوبر
بعد سد وادي بردى استمرت الأرتال العثمانية-الألمانية في مغادرة دمشق شمالًا على طول الطريق المؤدية إلى حلب. وفي ليلة 30-1 أكتوبر سار رتل كبير من القوات العثمانية من الفوج 146، آخر تشكيل عثماني غادر دمشق في 30 سبتمبر، على طول الطريق من حمص إلى رياق شمال غرب دمشق. تبعها الفيلق الثالث والفرقة 24 وفرقة الفرسان الثالثة ليجتمعوا معا في آخر قافلة عثمانية غادرت دمشق حوالي الساعة 9:00 مساءً يوم 30 سبتمبر. وكانت قوات فون أوبن هي الوحيدة التي سافرت بالقطار إلى رياق قبل إغلاق وادي بردى وظلت الكتيبة 146 التي كانت تسير إلى حمص «تشكيلات منضبطة».

#### الاستسلام
أعلن استقلال سوريا ورفع علم الحجاز فوق قصر الحاكم من قبل الأمير سعيد عبد القادر الذي شكل مجلسا مؤقتا لحكم المدينة حتى تولى الأمير فيصل القيادة. وكتب هيوز أن القيادة العامة أصدرت تعليماتها للقوات بالسماح لقوة الأمير فيصل بدخول المدينة أولاً، على الرغم من أن قوة التجريدة المصرية قد انتصرت في المعركة ووصلت إلى دمشق قبل العرب. كان لواء الخيالة الثالث الخفيف قد تمركز خارج المدينة في الليلة السابقة، حيث أنشأ نقاط تفتيش لتقييد الدخول إلى المدينة للجميع باستثناء جنود جيش الشريف. وبأوامر بقطع طريق حمص دخل اللواء دمشق الساعة 05:00 يوم 1 أكتوبر 1918.

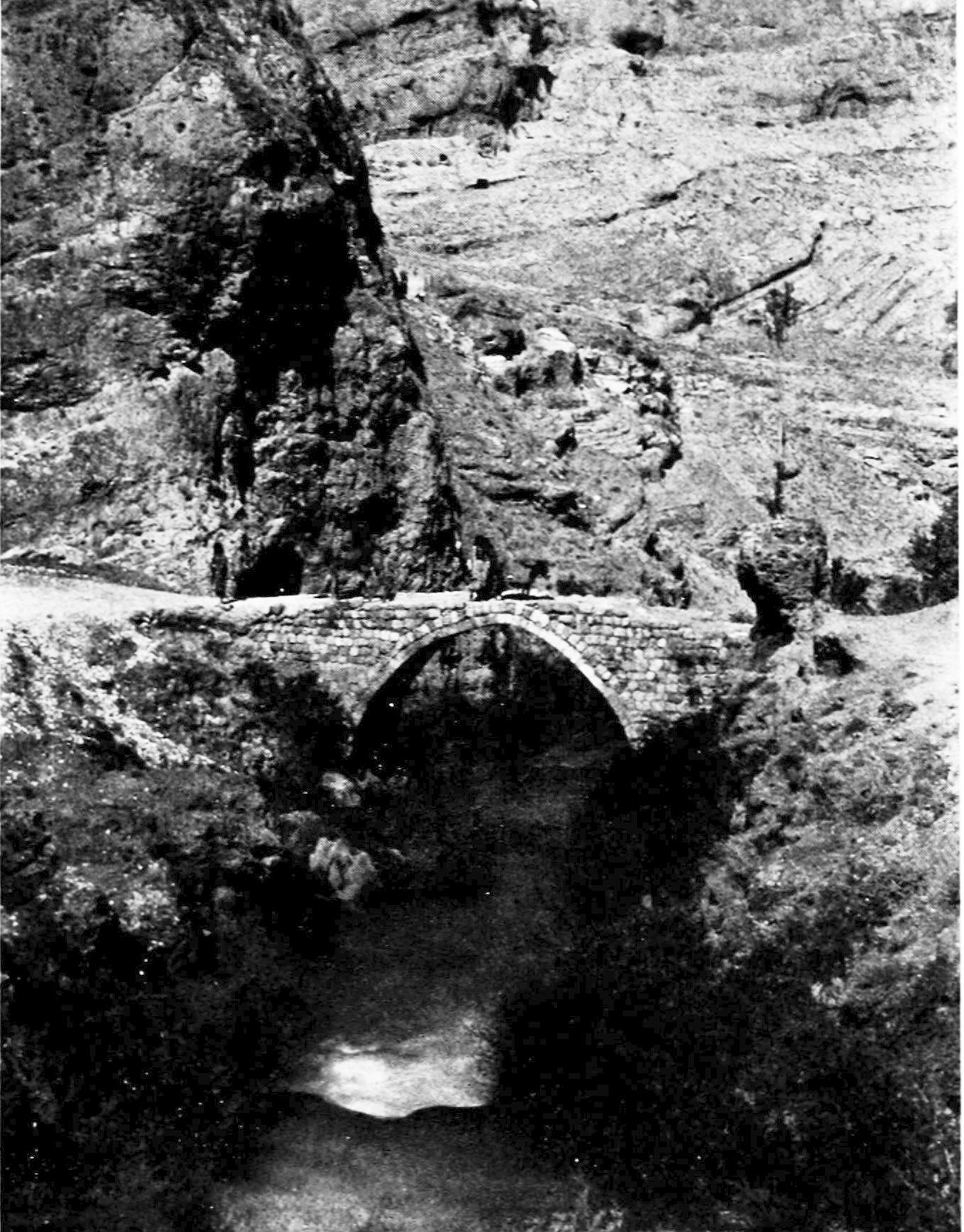
جسر نهر بردى في سنة 1914

نزل فوج الفرسان الخفيف العاشر من اللواء الثالث منحدر حاد إلى أسفل وادي بردى ووصل إلى محطة دمر، حيث استسلم المئات من الجنود العثمانيين. وفي محطة البرامكة أسروا ما بين 500 إلى 1000 جندي من قافلة كانت على وشك المغادرة إلى بيروت. ثم شقوا طريقهم عبر الوادي وركضوا إلى المدينة بسيوف مسلولة. وأثناء سيرهم في المدينة، مروا بثكنة البرامكة حيث وقف آلاف الجنود العثمانيين الذين لم يتدخلوا في تحركاتهم، لكن الشوارع كانت غاصة بالمارة، مما أجبرهم على الإبطاء في مسيرهم.
في سراي أو قصر الحكومة أو البلدية وافق المقدم أولدن قائد فوج الفرسان الخفيف العاشر استسلام المدينة من الأمير سعيد عبد القادر، الذي تم تنصيبه في اليوم السابق 30 سبتمبر وأنه الآن سلم دمشق للجيش البريطاني. وكان لا بد من إزاحة الحكومة المؤقتة الوليدة قبل أن يشكل الأمير فيصل حكومته.
كانت دمشق في حالة فوضى. فقد انهارت كل من الإدارة المدنية والعسكرية، وحذر أولدن من ضرورة وقف إطلاق النار. كما طلب مرشدًا ليوضح لسلاح الفرسان الأسترالي الطريق عبر المدينة إلى طريق حمص.

#### إدارة المدينة
تم إعلان الاستقلال بينما لا يزال حوالي 15,000 جندي عثماني وألماني في دمشق، بمن فيهم جمال باشا قائد الفيلق الخامس، الذي هنأ بالاستقلال ثم غادر بسيارته دمشق إلى محطة الرياق. أبلغ اللنبي الشريف حسين والد الأمير فيصل في 1 أكتوبر بأنهم دخلوا المدينة وأسروا أكثر من 7,000 عثماني. وبعد مغادرة فوج الفرسان الخفيف العاشر المدينة، دخل الجيش العربي دمشق الساعة 7:30 برفقة لورانس الذي قاد سيارته إلى دمشق مع عودة أبو تايه والشريف ناصر والنوري بن شعلان أمير الرولة وقواتهم. التقيا في دار البلدية وأعلنا ولائهم للشريف حسين والد الأمير فيصل.
أعلن العرب بعد ذلك تشكيل حكومة في عهد حسين، ورفعوا علمهم ونصّبوا حاكمًا عربيًا قبل وصول قوات اللنبي. وفقًا لهيوز: «الاضطرابات التي أحاطت بسقوط دمشق انتقلت عملية صنع القرار السياسي (على عكس العسكري) إلى مجموعة صغيرة من الضباط البريطانيين الصغار نسبيًا العاملين في الميدان. وكان لورنس جزءًا من هذه المجموعة. وبدا أنه يتصرف في بعض الأحيان بشكل مستقل لكنه كان معزولاً عن قيادته العامة ولندن. وكان على لورانس وزملائه اتخاذ القرارات بسرعة في المواقف الصعبة والمتفجرة».
فيما بعد تم تعيين شكري باشا حاكمًا عسكريًا لدمشق. استغرقت المطالب الفرنسية والعربية وقتًا طويلاً من اللنبي، تعقدت بفعل هذا ردة الفعل العربي مما تسبب في عدم ثقة الفرنسيين بالأمير فيصل. توقفت هذه الإدارة العربية الأولى في غضون أيام وتولى علي رضا باشا الركابي السلطة. كما وصل الضباط الفرنسيون والإيطاليون إلى دمشق، وكانوا يمثلون مصالح بلدانهم، بالإضافة إلى مستر ييل الممثل الأمريكي المستقل لدى EEF الذي أفاد بأنه يشعر بأنه يتعرض لعراقيل.
أبرق اللنبي ألى المكتب الحربي في 1 أكتوبر وأخبرهم: أن فرقة الخيالة الأسترالية قد دخلت دمشق، وأن فيلق الصحراء والجيش العربي احتلوا المدينة. وخلص تقريره إلى أن «الإدارة المدنية لا تزال في أيدي السلطات القائمة، وأنه سحب جميع القوات باستثناء عدد قليل من الحراس من المدينة». وطبقاً لرسالة كتبها إلى زوجته فقد كان ينوي الذهاب إلى دمشق في اليوم التالي، والبقاء هناك حتى 4 أكتوبر.

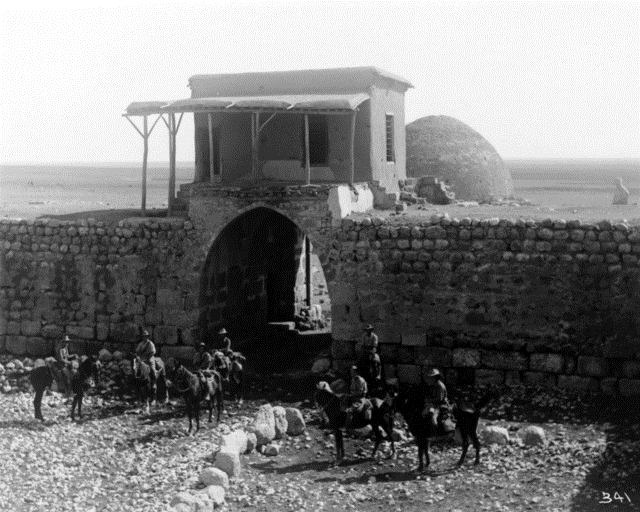
الخيالة الأستراليين في خان عياش

### خان عياش
بعد استسلام دمشق توجه لواء الفرسان الخفيف الثالث شمالاً على طول طريق حمص يوم 1 أكتوبر. وانخرطوا في مناوشات قصيرة ولكنها مكثفة على مدار اليوم. طاردوا العثمانيين وجرت عدة اشتباكات، تمكنوا من أسر 750 سجينًا وعدة رشاشات.
في الساعة 06:15 من اليوم التالي، أُبلغ عن رتل طويل حاول الفرار شمالًا. فانطلق فوج الفرسان الخفيف التاسع في الساعة 06:45 لملاحقته، وسرعان ما تواجه مع التشكيلة الرئيسية للرتل، فتقدمت سريتان نحو خان عياش قبل أن يدخلوا إلى الوادي. وبمجرد أن قطعوا الطريق أمامهم سارت سرية ثالثة لمهاجمة جانب الرتل، ولكن الرتل استسلم قبل الاشتباك. حيث أسروا أكثر من 2000 جندي ومعهم قائد فرقة وراية الفوج 146، وهي الراية العثمانية الوحيدة الذي التقطها الأستراليون في الحرب العالمية الأولى. كان الفوج 146 مؤخرًا واحدًا من تشكيلتين منضبطتين.

### دخول شوفيل دمشق يوم 2 أكتوبر

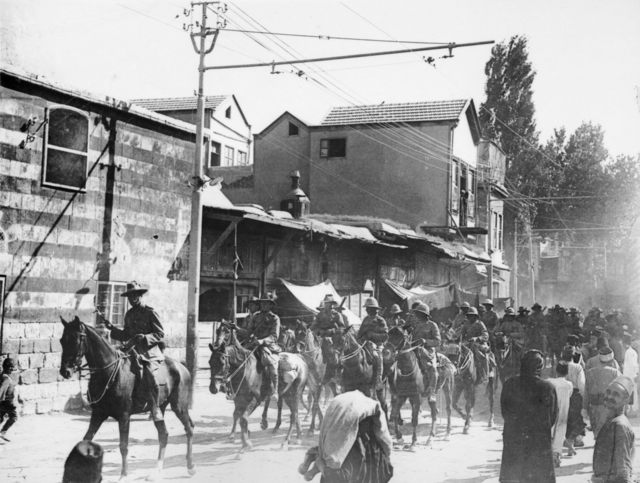
الجنرال السير هاري شوفيل قائد فيلق خيالة الصحراء يقود فيلقه عبر دمشق في 2 أكتوبر 1918

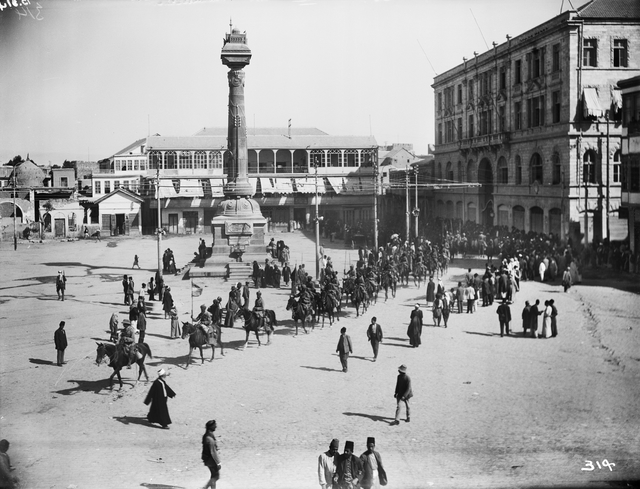
دخول سلاح الفرسان الهندي الساحة الرئيسية في دمشق 2 أكتوبر 1918.

عندما وصل شوفيل إلى دمشق طلب من طاقمه إقامة معسكره في بستان خارج المدينة حتى يكمل استطلاعاته. فأرسل رسالة إلى اللورد اللنبي عبر الطائرات وأرسل أيضًا إلى ضابط الإمداد البريطاني الذي كان قريبا من القوات الحجازية. وقد أفاد هذا الضابط لشوفيل بأن الوضع فوضوي في المدينة وأن نية الحجازيين هي «إبداء القليل جدًا من التعاون مع البريطانيين ولجعل السكان يعتقدون أنهم هم الذين طردوا الأتراك». ومع إغلاق البازارات وإن الطبقة العليا من الناس كانوا مرعوبين من فكرة سيطرة عصابة الحجاز على المدينة. ونتيجة لذلك قرر شوفيل تنظيم مسيرة عسكرية لجميع الوحدات من مدفعية والعربات المدرعة وغيرها عبر المدينة في اليوم التالي، بالإضافة إلى الاستيلاء على منزل جمال باشا.
كان اللنبي قد أمر شوفيل بالعمل مع لورانس حتى وصوله، لكن لورانس كان قلقًا بشأن مطالبة فيصل بحكم سوريا، وعارض استعراض القوة. إلا أنه وافق باستعراض شوفيل للقوة والتي قادها بنفسه لتخويف العناصر المثيرة للشغب في المدينة، وساهمت مع القوات البريطانية جميع الوحدات (الأسترالية والنيوزيلندية والهندية) ومعها الفرنسية. وبدأت المسيرة الساعة 12:30 ظهرا من الميدان جنوبا وانتهت الساعة 3:00 عصرا حيث عادت الوحدات إلى معسكر المزة في الساعة 4:00 مساءً.

### اجتماع اللنبي-فيصل يوم 3 أكتوبر

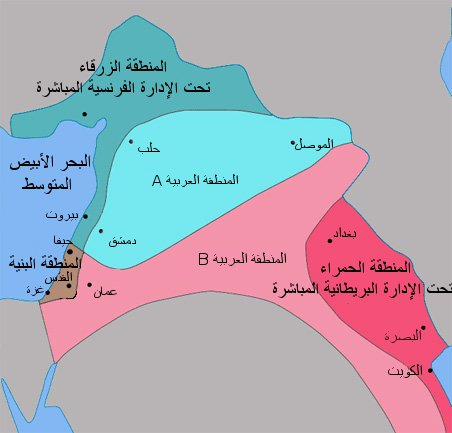
خريطة سايكس بيكو التي أبرمت عام 1916 بين بريطانيا وفرنسا، وكانت السبب الرئيس في فصل سوريا الجنوبية.

خلال أواخر سبتمبر ، شارك اللنبي وشوفيل ومكتب الحرب البريطاني برقيات تناقش نواياهم فيما يتعلق بإدارة سوريا بعد سقوط دمشق. وقد سأل شوفيل اللنبي في 25 سبتمبر: «ماذا عن هؤلاء العرب؟ هناك شائعة بأنهم سيحصلون على إدارة سوريا». - فأجابه الأخير بأنه يعتقد بهذا. أرادت الحكومة البريطانية أن يحكم فيصل سوريا من دمشق وأن تسيطر قواته على المدينة. ولكن تضمنت المنطقة مصالح فرنسية قوية. لن تمتد تلك السيطرة إلى مناطق النفوذ الفرنسي، وقرر اللنبي تعيين ضباط بريطانيين لإدارة مناطق شرق الأردن حتى يمكن تشكيل إدارة عربية. وفي دمشق وعلى الرغم من أنه خطط للحفاظ على الاعتراف بالإدارة العربية، إلا أنه سيعين ضباط اتصال فرنسيين، مع الاحتفاظه بالقيادة العامة كونه قائد أعلى للقوات المسلحة.
في برقية أرسلها إلى وزارة الحرب في 30 سبتمبر صرح اللنبي أنه ليس لديه نية لتمرير اختصاص إدارة الأراضي المحتلة بقيادة الجنرال موني إلى منطقة النفوذ الفرنسية، وأنه سيعين بنفسه ضباط فرنسيين في المنطقة الزرقاء الفرنسية عند الحاجة لهم في الإدارة. وسيكونون تحت إمرته كقائد أعلى لقوات التحالف في المنطقة. سيتم نقل تلك الأوامر من خلال كبير الموظفين السياسيين. أفاد اللنبي أن إدارة أراضي المحتلة لن تتوسع إلى مواقع في شرق الأردن في المنطقة ب مثل السلط وعمان، ولكن إلى أن يتم تشكيل إدارة عربية فإنه سيعين مسؤولين بريطانيين لحماية مصالح السكان. وفيما يتعلق بالمنطقة أ -أي مدينة دمشق-، كان اللنبي ينوي الاعتراف بالإدارة العربية المحلية، التي يأمل أن تكون موجودة بالفعل، وتعيين ضباط ارتباط فرنسيين عند الضرورة. وتستمر اتصالات القائد البريطاني مع البعثة السياسية الفرنسية من خلال كبير مسؤوليه السياسيين. أفاد اللنبي أنه يأمل في الحفاظ على المصالح الفرنسية والعربية مع ضمان بقاء السيطرة العليا في يديه كقائد أعلى للقوات المسلحة.

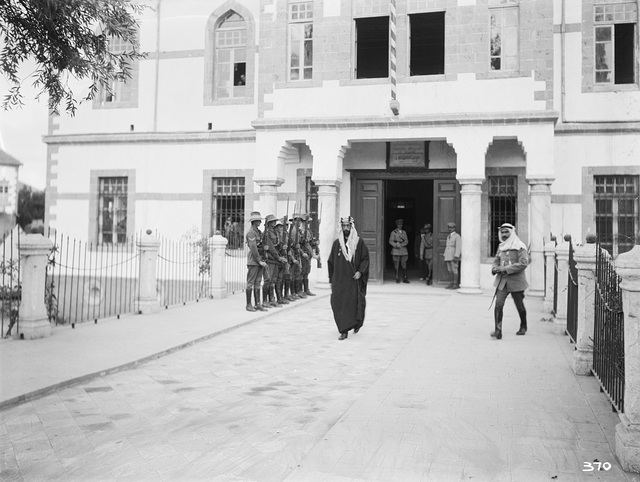
الأمير فيصل يغادر مقر قيادة فيلق الصحراء التابع لشوفيل في دمشق

تلقى شوفيل بعد ظهر يوم 2 أكتوبر رسالة من اللنبي رئيس الأركان، يبلغه فيها أنه سيصل إلى دمشق في الساعة 1:00 ظهرًا في اليوم التالي، وأنه ينوي الاستقرار في فندق فيكتوريا. وفي صباح اليوم التالي 3 أكتوبر أبلغ لورانس شوفيل أن الأمير فيصل سيصل إلى دمشق بعد ظهر ذلك اليوم في الساعة 3:00 مساءً، وأنه ينوي دخولها دخول الفاتحين على رأس 300 فارس كما في الأيام الخوالي. كتب شوفيل في مذكراته أنه نظرًا لأن فيصل لم يكن له علاقة كبيرة باحتلال دمشق فإن هذا الدخول المنتصر لم يرضيه كثيرًا، ولكن بما أن العرب سيحصلون على إدارة المدينة، فقد اعتقد بأن ماسيفعله لا ضرر منه وسمح له.
في صباح اليوم الثالث أُبلغ شوفيل أن اللنبي لن يقضي ليلته في دمشق، حيث ينوي العودة إلى طبريا، لذلك سيتعين عليه مغادرة دمشق في موعد أقصاه الساعة 15:00. فقاد شوفيل السيارة إلى كوكب للقاء اللنبي. فلما التقاه أخبره أنه وافق على أن يكون شكري باشا واليا لدمشق. فاستحسن اللنبي ذلك، ولكن أخبره بأن هناك تعقيدات بسبب تفويض الفرنسيين على سوريا، وأنه يريد مقابلة فيصل على الفور. فرد شوفيل أن الأمير لن يصل حتى الساعة 3:00 مساءً وأنه سيدخل المدينة دخول الفاتحين، فقال اللنبي بأنه لا يمكنه الانتظار حتى ذلك الوقت وأنه يجب إحضار فيصل فورا بالسيارة لمقابلته؛ وبعدها يمكنه الخروج لدخول المدينة. ولتنفيذ ذلك أمر شوفيل النقيب ليونز من طاقمه بمقابلة فيصل في سيارته، وتدوين ملاحظة تشرح ما قد حدث ويطلب منه الذهاب إلى المدينة في السيارة. وصل الأمير العربي إلى فندق فيكتوريا في حوالي الساعة 2:30 مساءً حيث التقى باللنبي والجنرال بولس وشوفيل وجودوين ولورانس والشريف ناصر ونوري بك وضابطين بريطانيين آخرين ربما يكونان ستيرلنغ وكورنواليس. قال اللنبي للأمير فيصل أن «يتهاود من أهدافه وينتظر قرارات من لندن»، وأوضح له أن فرنسا ستكون القوة الحماية أو منتدبة لسوريا، وأن سيطرته -بصفته ممثل والده الملك حسين بن علي- ستكون بتوجيه ودعم مالي من الفرنسيين على سوريا ومناطقها الداخلية فقط، وليس على لبنان الذي سيخضع للفرنسيون. الذي يعد امتدادًا للحدود الشمالية لفلسطين (من صور إلى خليج الإسكندرونة). وسيعين ضابط ارتباط فرنسي على الفور لفيصل، الذي سيعمل مع لورانس ومن المفترض أن يساعده.
اعترض فيصل بشدة قائلا: أن لورانس أكد له أن العرب سيديرون سوريا بأكملها، بما فيها لبنان للوصول إلى البحر الأبيض المتوسط طالما وصلت قواته إلى شمال سوريا بنهاية الحرب. وأخبره بأنه لا يعرف شيئًا عن مطالبة فرنسا بلبنان. لأنه اعتمد على المساعدة البريطانية، وأن بلدًا بلا ميناء لا يناسبه، وأنه يرفض وجود ضابط ارتباط فرنسي أو الاعتراف بأي توجيه من الفرنسيين. فالتفت اللنبي إلى لورانس وسأله عما إذا كان قد أخبر فيصل أن الفرنسيين سيحصلون على محمية سوريا، فرد قائلاً: أنه لم يفعل لأنه لا يعرف شيئًا عن ذلك. فقال له اللنبي: أنه كان يعلم على الأقل أن العرب لا علاقة لهم بلبنان، وهو ما رد عليه لورانس بأنه لا يعرف ذلك أيضًا. وبعد مناقشات مطولة، أكد اللنبي لفيصل بأنه على رأس القيادة العليا وأنه «طالما كانت العمليات العسكرية جارية ... يجب أن تكون كل الإدارة تحت سيطرتي»، وأبلغه أن الحكومتين الفرنسية والبريطانية اتفقتا على الاعتراف بالوضع قتالي للقوات العربية التي تقاتل في فلسطين وسوريا كحلفاء ضد عدو مشترك. بالنسبة للقائد العام البريطاني كان يجب على الأمير العربي أن يكون تحت إمرته، وأن يطيع أوامره. قبل فيصل هذا القرار وغادر الفندق والمدينة مع رجاله (باستثناء لورانس) للعودة لدخوله الكبير.
بعد مغادرة فيصل أخبر لورانس اللنبي أنه لن يعمل مع ضابط ارتباط فرنسي وأنه يحق له الحصول على إجازة، والتي كان ينوي الحصول عليها بالذهاب إلى إنجلترا. أومأ ألنبي برأسه باقتضاب وغادر لورانس الغرفة. أفاد شوفيل أن القائد البريطاني أبدى تعاطفه مع لورانس وأخبره أنه سيكتب إلى كلايف ويغرام السكرتير الخاص للملك، لترتيب لقاء مع الملك. بالإضافة إلى ذلك فإنه على وشك الكتابة إلى وزارة الخارجية لشرح وجهة النظر العربية.
غادر اللنبي دمشق متوجهاً إلى طبريا مباشرة، بينما غادر لورانس متوجهاً إلى إنجلترا في اليوم التالي.
في تلك الإثناء استقالت الحكومة الألمانية في 3 أكتوبر بعد تراجع جيوشها خلال سلسلة من الهزائم.

### أسرى الحرب

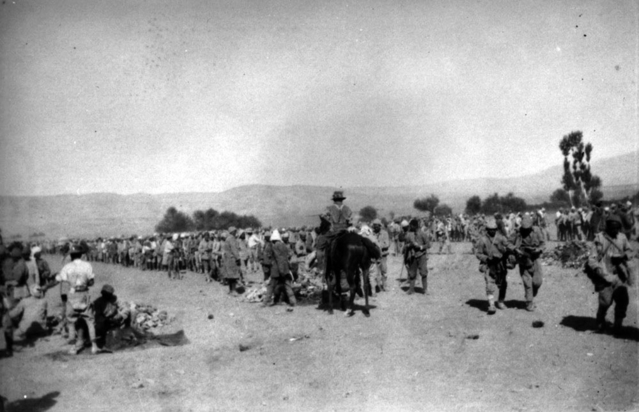
توزيع حصص الإعاشة على حوالي 18000 أسير حرب كانوا يقيمون في كوكب في أكتوبر 1918

في تقريره في 8 أكتوبر 1918 إلى السير هنري ويلسون، أفاد اللنبي أن العدد الإجمالي للأسرى الذين أسرتهم قوة التجريدة المصرية تجاوز 75,000 وقدر أن حوالي 17,000 جندي من الجيش الرابع والسابع والثامن العثماني قد تمكنوا من النجاة. ولا ينبغي أن يكون لديهم أكثر من 4000 بندقية. وهناك 25 ألف سجين لا يزالون في دمشق ومن الصعب إخراجهم بسبب سوء حالتهم الصحية ونقص سيارات الإسعاف والشاحنات. وبسبب تفشي وباء الكوليرا في طبريا (حيث مقر اللنبي) لا يمكن استخدام المدينة كنقطة انطلاق لإجلاء السجناء. ومن بين الأسرى 16000 مابين مريض وجريح.
كما قال قائد قوة التجريدة المصرية إن دمشق هادئة وأن أسعار المواد الغذائية في المدينة تراجعت بنسبة 20٪ مقارنة عما كانت عليه خلال الحكم العثماني. ذكر في تقريره أن فيصل أبلغه أنه لن يصدر أي تصريح دون استشارته، إلا أنه غير واثق من نوايا الفرنسيين، لكننا دائما نطمئنه ماأمكن. ساد في عمان بعض البؤس والمرض، لكن الجهات الطبية تتعامل مع ذلك الوضع. وصنف القائد البريطاني الوضع في عمان السلط على أنه هادئ.

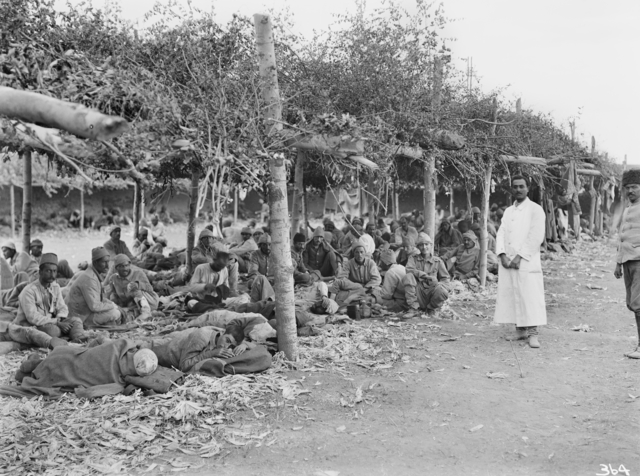
جزء من المستشفى الميداني الملحق بمعسكر أسرى الحرب العثمانيون في قرية كوكب سنة 1918.

في قرية كوكب انضم إلى 10 آلاف سجين 7000 سجين آخر، نُقلوا من معسكر في المزة في ظروف يرثى لها. وكان يموت منهم في المعسكر حوالي 70 شخصا باليوم في الأيام الأولى، ثم انخفض إلى 15 يوميا بعد أن تولى المقدم تي جيه تود من فوج الفرسان الخفيف العاشر قيادة المعسكر في 7 أكتوبر. وجد تود أن الطعام كان سيئًا ولا توجد مواد للطهي. ولا توجد أدوية أو ضمادات للمرضى والمصابين، وهناك 3000 منهم بحاجة إلى رعاية طبية عاجلة.
قام تود بنقل أضعف الرجال إلى منازل في القرية، ووفر لهم البطانيات والأطباء السوريين لعلاجهم، ونظم السجناء في سرايا يقودها ضباطهم، وتم إنشاء مرافق صحية. بدأ أربعة أطباء من السجناء العمل في المخيم، لكن لا أحد منهم كان يتحدث الإنجليزية. في اليوم الأول دفن 69 قتيلاً، وفي اليوم التالي 170. وفي 8 أكتوبر استلموا خمسة مواقد عثمانية متنقلة، وبدأ تحضير حساء للمرضى. تم تركيب أربع مضخات مياه في الجدول، والتي بدأت بتزويد أربع نوافير للشرب للسجناء. تضمنت التقارير اليومية طلبات عاجلة للبطانيات والأدوية والمطهرات.
في 9 أكتوبر تم إرسال 762 ضابطًا و 598 جنديًا عثمانيًا إلى المخيم، حيث كان من المقرر أن يبقوا حيث لم تكن هناك عمليات إجلاء إلى الأردن. في اليوم التالي وصل اثنان من المترجمين، وتم تعيين المقدم تود قائدا لأسرى الحرب بمنطقة دمشق. في اليوم التالي كانت الحصص الغذائية «مُرضية إلى حد معقول» ولكن كان لا يزال هناك نقص في الأدوية والبطانيات والمطهرات. وفي 18 أكتوبر أجليت الدفعة الأولى المكونة من 1000 سجين عن طريق البر في مجموعات من 100 بقيادة ضباطهم. وتبعهم آخرون في الأيام التالية.

### مشاكل التموين

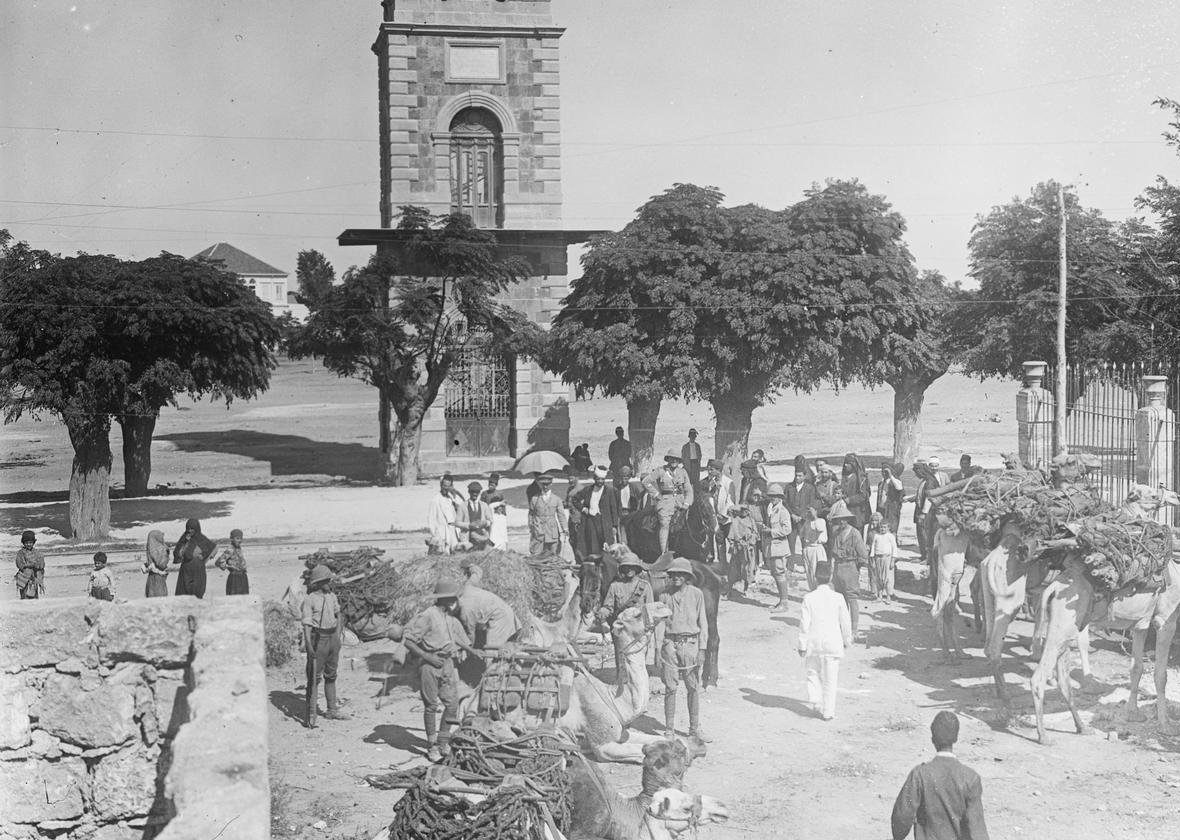
القوات البريطانية مع جمالهم في طرابلس في أكتوبر 1918

تبعد دمشق 150 ميل (240 كـم) من قواعد قوة التجريدة المصرية، وتبعد حلب 200 ميل (320 كـم) عن دمشق. كانت أصعب مشكلة سببتها تلك المسافات البعيدة هي الإمدادات الغذائية والاحتياج الطبي، لأنه لا يمكن الحفاظ على خدمة الإمداد منتظمة على طول خطوط الاتصال الواسعة. فالبديل كان تجهيز الموانئ التي تم الاستيلاء عليها بسرعة لتكون قواعد متقدمة لإمداد كل من فيلق بلفن الحادي والعشرون وفيلق خيالة الصحراء لشوفيل. بدأ وصول الإمدادات إلى حيفا في 27 سبتمبر مع وصول 1000 طن يوميًا خلال الأسبوع الأول من أكتوبر، لكن البنية التحتية كانت تفتقر إلى نقل الإمدادات لمسافة 85 ميل (137 كـم) بين حيفا ودمشق و73 ميل (117 كـم) بين العفولة ودمشق، فأنشئ مستودع للجيش في سمخ، لنقل الإمدادات بالشاحنات إلى دمشق.
في بداية النزاع كانت الإمدادات تأتي من حيفا إلى الناصرة ثم إلى طبريا وسمخ، ولكن عندما وصل فيلق خيالة الصحراء إلى دمشق، حيث الفيلق أسرع من أرتال الإمداد. فكانت المشاكل اللوجستية الرئيسية هي الأضرار التي لحقت بسكة الحديد بين حيفا وسمخ، فاكتمل إصلاحها في 30 سبتمبر. ثم الحالة السيئة للغاية لطريق بطول 2 ميل (3.2 كـم) من جسر بنات يعقوب باتجاه القنيطرة. فالمسافة التي هي أقل من ميل من معبر الأردن عند جسر بنات يعقوب تستغرق سفراً يومًا ونصف اليوم في المتوسط. ويستغرق الأمر ثلاثة أيام بالشاحنة لقطع 90 ميل (140 كـم) من سمخ إلى دمشق. لم يكن هناك سوى طريق واحد ضيق ومتعرج، يمتد إلى الجنوب الغربي ويعبر جسرًا ضيقًا انهار عدة مرات، وعرضه يكفي لشاحنة واحدة فقط. وكان معظم الجنود يخيّمون على طول هذا الطريق، وعلى مشارف دمشق. ولأنه كان الطريق الوحيد الذي يمكن أن يصلوا من خلاله هم والشاحنات من محطة سكة حديد سمخ إلى دمشق، وتعرض في كثير من الأحيان للإغلاق.
في 4 أكتوبر تدمرت قافلة تموين تاركة فوج الفرسان الخفيف الثاني عشر بوجبتين مفقودتين. ولكن اعتبارًا من 19 أكتوبر أنزلت المؤن وحصص الشاي والحليب والسكر في بيروت ونقلت على متن شاحنات إلى دمشق وبعلبك لفرقتين من سلاح الفرسان.
في تقريره بتاريخ 22 أكتوبر إلى ويلسون ذكر اللنبي:
أنا أعمل على إصلاح الجسور المكسورة في وادي اليرموك. وخلال تلك المدة كان النقل يتم عبر الجمال والشاحنات. كما اقترحت أن يتركز النقل البري على الطريق الساحلي شمالاً من حيفا، ثم طريق طرابلس-حمص ثم طريق بيروت-بعلبك. آمل أن أتمكن من الحفاظ على هذه الطرق سالكة أثناء هطول الأمطار؛ بعد ذلك قد اتمكن من الحركة باستخدام عربات سكة الحديد بالمعيار الخاص بي إلى حيفا، وباستخدام عربات سكة الحديد التركية حيفا-دمشق-رياق. عربات سكة الحديد شمال رياق قياس معياري، والعوارض من الصلب، لذلك لا يمكنني استخدام الخط في المقياس المتري؛ لذلك أخشى أنه لا فائدة لي معه إلى الآن.

### الاستيلاء والمصادرة
اعتمد ما يقرب من 20,000 رجل وحصان من فيلق الخيالة الصحراء اعتمادًا كبيرًا على الإمدادات المحلية من 25 سبتمبر حتى استولى الفرنسيون على المنطقة سنة 1919. وكان الفيلق في الفترة ما بين 25 سبتمبر و 14 أكتوبر يعتمد على العلف فيما يمكنهم الحصول عليه من الأهالي، لحسن الحظ لم يكن هناك نقص في المياه إلا مرة أو مرتين.
واعتمدت الإمدادات الغذائية للقوات ولـ 20,000 أسير على المصادرة؛ عمل يتطلب الصبر ومزيجًا من الحزم واللباقة. تم تنفيذ مهمة الاستيلاء بصعوبة بالغة ودون حرمان السكان بأي شكل من الأشكال من الطعام الأساسي. كما كان الحصول على أغلب الخبز واللحوم للجنود من مصادر محلية. تمت مصادرة الحبوب المخزنة في دمشق والأغنام والماشية من المنطقة.

### الوضع الصحي

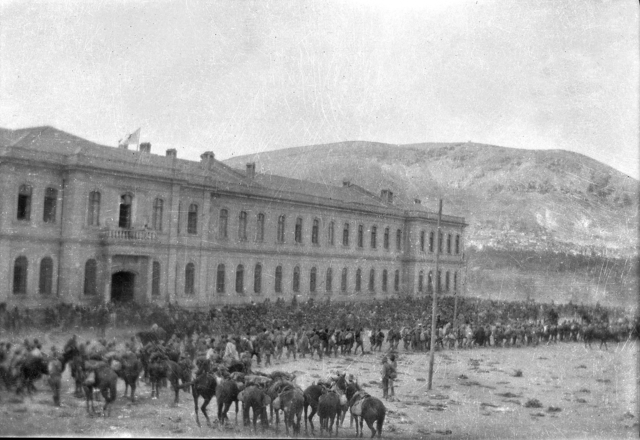
المستشفى العثماني بدمشق بعد وقت قصير من دخول فوج الفرسان الخفيف الرابع. تُظهر الصورة الجنود الأستراليين وهم يخرجون 10,000 أسير عثماني.

في البداية لم تتمكن أي وحدات طبية من دخول دمشق، المدينة التي عدد سكانها حوالي 250,000 نسمة، بسبب الاضطرابات والوضع السياسي غير المستقر. ثم دخلت في اليوم التالي، حيث عثر على حوالي 3,000 من المرضى والجرحى العثمانيين في ست مجموعات من المستشفيات. إحدى المستشفيات في باب توما تأوي 600 مريض ، ومجموعة أخرى تأوي 400 مريض تم العثور على 650 جنديًا عثمانيًا مصابين بجروح خطيرة في مستشفى مركاس، وعثر على حوالي 900 في ثكنة برامهي. وعثر في مبنى بالقرب من محطة سكة حديد القدم على 1137 حالة. وبناءً على أوامر من شوفيل، فقد جعل علاجهم هي أولوية الخدمات الطبية.
على الرغم من وجود عدد قليل من حالات الكوليرا في طبريا التي استؤصلت بسرعة، لم يكن أي منها في دمشق، ولكن عثر على التيفوس والتيفوئيد والنزلة المعوية والحمي الراجعة والرمد والبلاجرا والزهري والملاريا والإنفلونزا بين السجناء. عالجت سيارات الإسعاف الميدانية التابعة لفيلق الصحراء أكثر من 2000 حالة من 8250 مريضًا دخلوا مستشفيات دمشق. وجرت أغلب عمليات الإجلاء بطريق القوافل الآلية إلى أقرب الموانئ ثم المستشفيات العائمة. في البداية أحتجز جميع المرضى البريطانيين والعثمانيين المصابين بأمراض خطيرة في دمشق بسبب صعوبات الرحلة التي تبلغ 140 ميل (230 كـم) إلى حيفا.
تبدأ الرحلة إلى حيفا في شاحنات من دمشق إلى سمخ، إلا أنها متعبة لدرجة أنه لا بد أن تكون على مرحلتين. فالمرحلة الأولى بطول 42 ميل (68 كـم) إلى القنيطرة حيث تبقيهم سيارات الإسعاف التابعة لواء الفرسان الرابع الميداني طوال الليل. والمرحلة الثانية كانت إلى محطة تجميع فرقة الفرسان الرابعة في روش بينا، ثم تتوجه الشاحنات إلى سمخ حيث ينقل المرضى في القطارات مسافة 50 ميل (80 كـم) إلى حيفا. وبعد الرحلة التي تبلغ 140 ميل (230 كـم) يُعتنى بالمرضى في سيارة إسعاف ميدانية بريطانية حتى تقلهم سفينة المستشفى إلى مصر. كما تم استخدام سيارات الإسعاف لكنها غالبًا ما تتعطل، بالإضافة إلى صعوبات إمداد الوقود. وكانت الشاحنات المتوفرة غير كافية لإخلاء المرضى والجرحى والأسرى. فوجود أكثر من 10,000 أسير في منطقة دمشق شكل عبئًا كبيرًا على الإمدادات الغذائية. أخيرًا تقرر استخدام شاحنات الذخيرة في عودتها لنقل المرضى والجرحى، وشاحنات التموين لنقل السجناء.
في المطاردة التي قامت بها فرقة الخيالة الأسترالية وفرقتي الخيالة الرابعة والخامسة، احتجز المرضى والجرحى الذين يتزايدون في مراكز التجميع. ويتم إخلائهم بواسطة شاحنات التموين العائدة. وفي دير على ساحل بحيرة طبريا شمال المدينة، اعتنى الرهبان بالأستراليين المرضى الذين اعتقدوا أنهم في منازلهم؛ كان الشاطئ لمئات الأمتار مزروعًا بأشجار الكينا، وقد أكلوا الموز من البستان القريب والبرتقال والأسماك الطازجة.
صدرت أوامر لفرقة الفرسان الرابعة والخامسة في منطقة رياق-معلقة بوقف عمليات الإجلاء إلى دمشق حتى إنشاء طريق بيروت. ثم أنزل مستشفى النقاهة المشترك في بيروت بعد احتلال المدينة في 11 أكتوبر وأصبح تدريجياً طريق الإخلاء الرئيسي عبر معلقة من دمشق لمسافة 71 ميل (114 كـم) عندما انتهى طريق سمخ. وفقا لداونز: فإن الطريق بين دمشق وبيروت الذي يمر عبر سلسلة جبال لبنان الشرقية باتجاه الغرب معقول، ثم يعبر سهلًا بين سلسلتي جبليتين وفوق سلسلة جبال لبنان. أصبح الطريق على الجانب الشرقي من النطاق بعد إصلاح جسر مفخخ جيدًا. ومع ذلك فقد كان شديد الانحدار ومتعرجًا لعدة أميال، فالنزول إلى الساحل الذي يحوي على العديد من المنعطفات الحادة هو الأكثر خطورة، وفي بعض الحالات لاتتمكن سيارات الإسعاف من التوقف".

### الإنفلونزا الإسبانية والملاريا

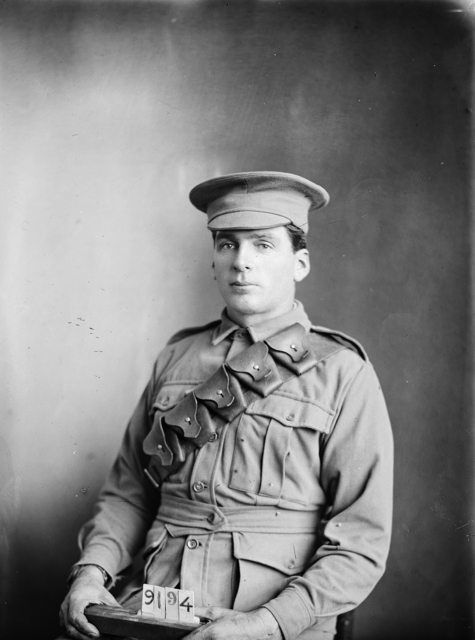
سائق أسترالي من فوج الفرسان الخفيف الرابع، غادر سيدني في يونيو 1915 وتوفي بالملاريا في دمشق في 17 أكتوبر 1918

أثناء الحرب عبر فيلق الصحراء مناطق الملاريا حول بحيرة طبريا، وقاتل في مناطق الملاريا في نهر الأردن بين جسر بنات يعقوب وبحيرة الحولة. وبعد أيام قليلة من انتهاء العمليات في منطقة دمشق، انتشرت الملاريا والأنفلونزا الرئوية التي اجتاحت الشرق الأوسط بسرعة، فأصابت العديد من الجنود. وسرعان ما انتشر الوباء متخذًا أبعادًا مروعة في دمشق، وانتشر على طول خطوط الاتصال جنوب المدينة وشمالها. تقريبا جميع المرضى في المراحل المبكرة كانت حالاتهم خطيرة. سرعان ما شُحت الإمدادات الطبية، في حين كان النظام الغذائي الخفيف غير كافٍ، ونفدت البطانيات والمراتب لعدم وجود مرافق لتطهيرها، لذا كان في كثير من الحالات لا بد من إتلافها.
أصبح الفيلق الطبي الأسترالي بقيادة العقيد روبرت داونز مسؤولاً عن رعاية المرضى في دمشق. وتم تعيين الرائد إيفانز من الخيالة الأسترالي، كبير المسؤولين الطبيين في دمشق وأصبح مسؤولاً عن إعادة تشكيل نظام المستشفيات.
كانت حالات الإصابة بالملاريا الخبيثة محصورة في وادي الأردن جنوب جسر دامية قبل الهجوم، ثم ازدادت الحالات المحصورة في وادي الأردن إلى شمال جسر دامية وحول بيسان. في الأسبوع المنتهي في 5 أكتوبر أبلغ أكثر من 1,246 جنديًا من فيلق الصحراء عن مرضهم إلى المستشفى، وفي الأسبوع التالي تم الإبلاغ عن 3,109 حالة أخرى. فالعديد ممن أصيبوا بالملاريا في السابق وعانوا من الملاريا في وادي الأردن أصبحوا الآن في مناخ مختلف، متعبين ومرهقين من أسبوعين من عمليات شبه مستمرة، فانتكسوا أو أصيبوا بالإنفلونزا الإسبانية الوباء العالمي الجديد.
في «التاريخ الرسمي للخدمات الطبية للجيش الأسترالي» الذي نُشر في 1938، أفاد روبرت داونز أنه في الأسبوع الأول في دمشق تفشى بكثافة مرض حموي خطير. ولم يكن الكشف الدقيق واضحًا لها في ذلك الوقت، واستمرت الحالات موضع نقاش. ثم انتشر وباء الأنفلونزا الرئوية في دمشق، واشتبه الأطباء في كثير من الحالات بأنه الزحار أو التيفوس أو الكوليرا أو أمراض منقولة عن طريق بعوض الفاصدة أو حميات أخرى. لم تكن المراقبة السريرية الدقيقة سهلة في ظل تلك الظروف، وتم تشخيص العديد من الحمى على أنها إنفلونزا أو زحار أو حتى كوليرا. كما اشتبه في الحمى الدماغية. وقد ساعد وصول محطة تشخيص الملاريا في 12 أكتوبر في توضيح الموقف. فتبين أن الملاريا هي مصدر جميع حالات الكوليرا وحمى الدماغ المفترضة، وكذلك نسبة كبيرة من حالات الزحار. من بين الحالات التي تم تشخيصها على أنها أنفلونزا، وجرى فحص دمها، تبين بوجود طفيليات الملاريا وتم تغيير تشخيص هذا المرض. بالنسبة للمسؤول الطبي الأسترالي، كان من الواضح أنه بالتزامن مع تفشي الأنفلونزا الرئوية، ازدادت بقوة حالات الإصابة بالملاريا الخبيثة في فيلق الخيالة الصحراوي وقوة تشايتور.
بسبب توقف عمليات الإجلاء في 10 أكتوبر، كانت مركز استقبال فرقة الفرسان الخامسة هو الوحيد في دمشق، ضم في 11 أكتوبر بين 800 و 900 مريض بأمراض خطيرة يعانون في الغالب من التهاب الشعب الهوائية والملاريا الخبيثة، وتوفي العديد منهم. وشخصت بعض حالات الإسهال الملاريا بأنها كوليرا. حتى وصول محطة تشخيص الملاريا في اليوم التالي، حيث الموظفون منهكون ونقصت أعدادهم؛ كذلك نفدت الإمدادات الطبية والبطانيات. تم نشر مائة من جنود سلاح الفرسان الخفيف للقيام بمهام الدعم الطبي، وفي اليوم التالي أجلت قافلة من الشاحنات أعداد كبيرة من المرضى، ومع وصول إمدادات الحليب خفف من الوضع. كما وصل مركز استقبال المرضى التابع لفرقة الخيالة الأسترالية، مما خفف العبء عن مركز الفرقة الخامسة الذي استقبل 1560 مريضًا بريطانيًا وأستراليًا من إجمالي 3150 تم قبولهم في جميع الوحدات الطبية في ذلك الأسبوع. وفي مستشفى باب توما ارتفع عدد المرضى العثمانيين من 900 إلى 2000. تم الاحتفاظ بأسرى الحرب المرضى في دمشق بسبب نقص أماكن الإقامة في مصر.

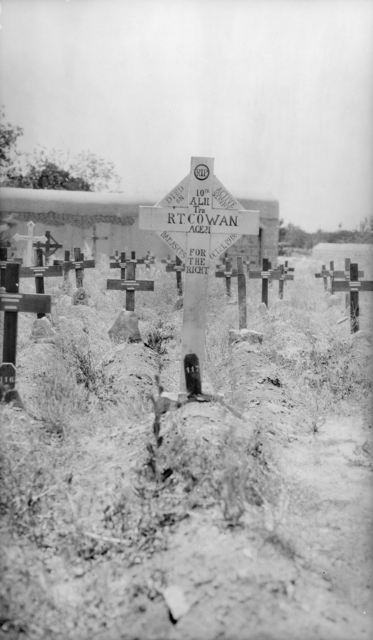
قبور لجنود في دمشق. الرقم الموجود في المقدمة باسم آر.تي. كوان الذي توفي بسبب الملاريا في 24 أكتوبر 1918

مع عدم وصول أي تعزيزات تفشت الأمراض بين أفراد الخدمات الطبية بمعدل أسرع من الوحدات القتالية. وأصبح فقدان الموظفين الإداريين مشكلة خطيرة. وتعذر على مركز استقبال فرقة الفرسان الرابعة التحرك لمدة ثمانية أيام بسبب المرض. وعملت هناك فقط سيارتي إسعاف مع سائقين. وخلال تلك الفترة أصيب العديد من الأطباء بالمرض بمن فيهم أعضاء الطاقم، حيث أصيب 23 من أصل 99 ضابطًا طبيًا في فرق الخيالة الثلاثة من فيلق الصحراء، ومنهم العقيد روبرت داونز قائد الفيلق الطبي الأسترالي، الذي مرض في 6 أكتوبر ولم يكن لديه من يحل محله. فالقائد الطبي لفرقة الفرسان الخامسة لم يمرض لكنه كان مع وحدته في التقدم نحو حلب.
ثم بدأ الوضع بالتحسن في 14 أكتوبر، وبعد يومين سار الإجلاء بطريقة وصفت بأنها مرضية. وبعد زيارة قام بها نائبه إلى دمشق في 11 أكتوبر أرسل قائد الخدمات الطبية من قوة التجريدة المصرية المتمركزة في الرملة 100 جندي كانوا في طريقهم إلى فرنسا بالعودة إلى دمشق. فوصلت تلك السيارات إلى المدينة يومي 18 و 19 أكتوبر، ووصلت 18 سيارة من قافلة سيارات الإسعاف. وتولت المحطة الخامسة والعشرون لتخليص الإصابات الخدمات الطبية من قسم الخيالة الأسترالي. وسلم فيلق الصحراء إدارة المرضى في دمشق إلى قيادة خطوط الاتصالات في أوائل نوفمبر، بعد انتهاء القتال مع الدولة العثمانية.
بعد ثلاثة أسابيع من احتلال دمشق أبلغ اللنبي وزارة الحرب يوم 22 أكتوبر أن المرض سبب مشاكل. وقد تمت السيطرة على البعوض وأصبح وادي الأردن شبه منتجع صحي صيفي. وقد قتلت الملاريا الخبيثة في الأراضي التركية الكثير من الناس، لكن كان لدي قائد طبي جيد وفعل كل ما في وسعه، إلا أن الأسرة كانت مشغولة كلها. وكان ينوي إرسال آلاف المرضى إلى مالطا، لكن يبدو أن المرضى والجرحى من سالونيك قد احتلوا معظم الأسرة هناك. كما أوضح أن صحة السجناء العثمانيين تتحسن وإن معدل وفياتهم آخذ في الانخفاض. ولا يزال هناك آلاف السجناء في دمشق في انتظار نقلهم إلى مصر، لكن النقل لم يكن كافياً.
من إجمالي 330,000 فرد من القوة الإمبراطورية الأسترالية (AIF) التي غادرت أستراليا خلال أربع سنوات من الحرب، توفي 58,961 شخصًا وأصيب 166,811 وأصيب 87,865 بالمرض. وكانت الملاريا هي أكثر ما عانت منه القوات الأسترالية بعد دخولها إلى دمشق.

### تأثير المرض على فعالية قوة التجريدة
كانت الإصابات في فرقتي المشاة كبيرة، لكن تلك الوحدات المتمركزة خلف الجبهة في مناطق خالية من الملاريا بالقرب من محطات السكك الحديدية والمستشفيات لم تكن ضرورية للعمليات العسكرية، باستثناء الفرقة الهندية السابعة (ميروت)، التي تقدمت لاحتلال بيروت و طبريا. كانت الخسائر بفيلق خيالة الصحراء مقلقة لأن أي تقدم إضافي كان يعتمد بشدة على قدراتهم القتالية.
|              | فرقة خيالة أنزاك | فرقة خيالة أنزاك | فرقة الخيالة الأسترالية | فرقة الخيالة الأسترالية |
| 1918         | الدخول           | الإخلاء          | الدخول                  | الإخلاء                 |
| ------------ | ---------------- | ---------------- | ----------------------- | ----------------------- |
| 15–30 سبتمبر | 5.49             | 4.97             | 3.27                    | 3.04                    |
| أكتوبر       | 7.79             | 6.30             | 6.16                    | 4.86                    |
| نوفمبر       | 2.79             | 2.47             | 4.20                    | 3.35                    |
| ديسمبر       | 1.68             | 1.52             | 1.53                    | 1.20                    |

تضاعفت أعداد مرضى الملاريا؛ خاصة الفتاكة منها من الفترة 1 سبتمبر إلى 1 أكتوبر؛ من 2.85% إلى 5.51%، مع تأثر الجنود الهنود والأوروبيين بالتساوي تقريبًا. ارتفع مرضى فيلق الصحراء للأسبوع المنتهي في 5 أكتوبر من 1246 إلى 3109 للأسبوع المنتهي في 12 أكتوبر. على الرغم من أن معدل الوفيات لم يكن مرتفعًا، إلا أن عدد القتلى في دمشق بلغ أربعة أضعاف عدد القتلى بين 19 سبتمبر و 1 أكتوبر قبل احتلالها. ومن بين 479 حالة وفاة في المستشفى خلال أكتوبر ونوفمبر، كان أقل من 20 منهم ماتوا متأثرين بجروحهم.

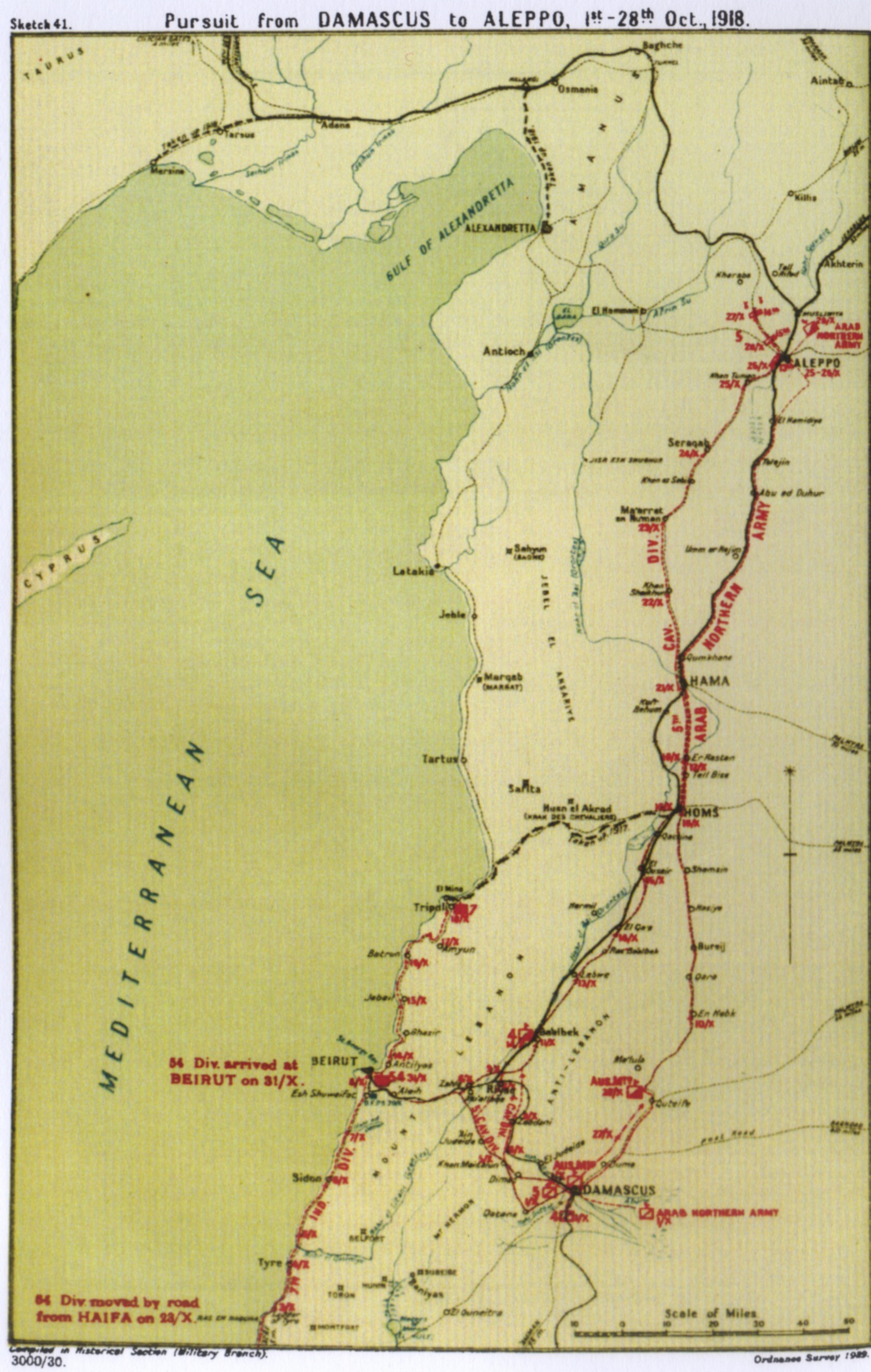
خريطة 41 تظهر التقدم من دمشق إلى حلب من 1-28 أكتوبر. ولا يوضح تقدم فرقة الخيالة الأسترالية إلى حمص من 29 أكتوبر إلى 1 نوفمبر.

## نتائج ما بعد المعركة
كان الاستيلاء على دمشق انتصارًا مؤثرًا لدرجة أنه لم تجري من بعدها أي معارك كبرى في مسرح عمليات الشرق الأوسط، على الرغم من استمرار الحرب. فلا شيء يفصل قوة التجريدة المصرية عن وسط الأناضول سوى تكتل جبال طوروس وأمانوس. وعلى الرغم من أن الاضطراب الاقتصادي نتيجة الحرب أدى إلى مجاعات في جميع أنحاء لبنان وسوريا في سنة 1918، فقد ظل الوضع غير مؤكد. وكذلك لا يوجد تأكيد على قدرة السلطنة العثمانية على استبدال الجيوش التي فقدتها. فقد قدر الحلفاء أن مواردها قد استنفدت بالكامل.
انطلقت الفرقة السابعة (ميروت) على طول ساحل البحر الأبيض المتوسط، فاحتلت بيروت في 7 أكتوبر وطرابلس في 13 أكتوبر، مما يعني الاستيلاء على مينائين مهمين لتزويد تقدم جيوشها في الداخل نحو الشمال. فتحركت فرقة الفرسان الخامسة نحو بعلبك في 10 أكتوبر ثم حمص بعد ثلاثة أيام. هناك تلقوا أوامر في 20 أكتوبر للتقدم نحو حلب على بعد 120 ميل (190 كـم). فخرجوا بدون فرقة الفرسان الرابعة ولكن بدعم من الجيش الشريفي وألوية البطاريات الخفيفة المدرعة 2 و11 و12 والدوريات الأسترالية.
استولى الجيش الشريفي للأمير فيصل على حلب بدعم من العربات المدرعة ولواء الفرسان الخامس عشر في 25 أكتوبر. وفي اليوم التالي هاجم اللواء الخامس عشر تحصينات العثمانيين في حريتان على بعد 8 ميل (13 كـم) شمال غرب حلب. وفي 27 أكتوبر أمرت فرقة الخيالة الأسترالية بالتقدم شمالًا لدعم فرقة الفرسان الخامسة.